# Histoire de l'immigration en France

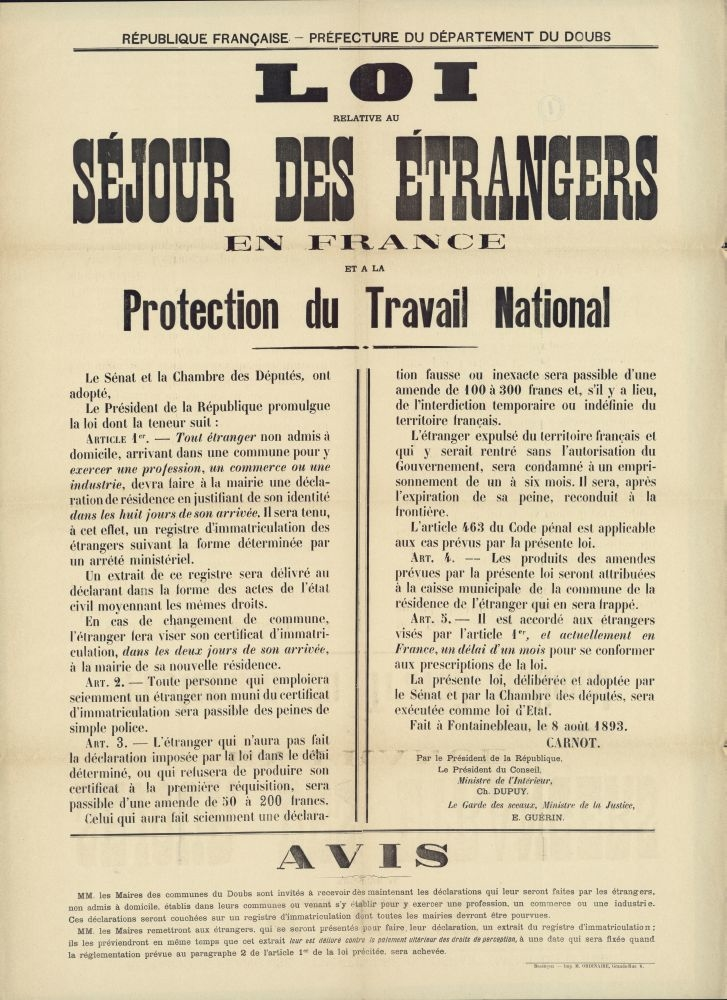
Loi relative au séjour des étrangers en France et à la Protection du Travail National, 8 août 1893.

Pour un article plus général, voir Immigration en France.
D'aucuns considèrent que l'on ne peut parler d'immigration en France, et donc en faire l'histoire, qu'à partir de la fin du XIXe siècle ou du début du XXe siècle, : en effet, la notion d'étranger n'a commencé à être assimilée à une différence de nationalité que progressivement au cours du XIXe siècle ; avant, du fait de la faiblesse des moyens de transport, pour être un étranger il suffisait de venir d'une ville ou village jugé éloigné, c'est-à-dire parfois à quelques dizaines de kilomètres. D'autant que, même si le territoire correspondant à l'actuelle France a toujours accueilli de nombreuses migrations, notamment celtiques (IIIe siècle av. J.-C.), germaniques (IIIe – VIe siècle), les Roms (tsiganes) depuis le Moyen Âge, et des Maures dont de nombreux noms de familles courant français en déscendent aujourd'hui.
Juridiquement, c'est à la Révolution française de 1789 que la notion de citoyen remplace celle de sujet du roi (ou régnicole), sans correspondre à la notion actuelle de nationalité puisqu'un citoyen est alors un partisan de la révolution, sans condition sur son lieu de naissance ni d'origine familiale. Toutefois, les guerres cristalliseront le rejet des personnes nées ailleurs, et dès 1791, la notion juridique de Français apparaît, privilégiant le droit du sol. En 1804, le Code civil de Bonaparte privilégie le droit du sang (filiation paternelle) et la notion juridique de nationalité émergera progressivement, au gré de contraintes politiques françaises et internationales, pour devenir une question nationale sous la Troisième République, en 1880-82, aboutissant à la loi sur la nationalité de 1889. Celle-ci, suivant les cas, use du droit du sol et de celui du sang, définit des critères de naturalisation et des droits spécifiques aux nationaux (y compris des droits d'accès exclusifs à la fonction publique et à certaines professions libérales).
L'étranger (mot venant du mot étrange) a toujours suscité des sentiments d'attrait et de rejet. Avec l'avènement du sentiment national en France, à la fin du XIXe siècle, est considéré par la population comme étant un étranger celui qui n'est pas de nationalité française. L'immigration, dans le cadre démocratique de la Troisième République, devient un sujet à débats publics, politiques, dans la presse, le posant souvent comme un problème de concurrence pour les salariés de nationalité française (le problème similaire se posait localement déjà quand l'étranger était celui qui venait de la ville voisine), mais aussi comme un problème sécuritaire vis-à-vis des individus (dans les faits divers) ou même du pays entier (la traîtrise à la patrie, l'hygiène publique), et autres problématiques élevées au rang de nationales. Tout cela induisant aussi des suspicions envers des personnes de nationalité française mais étant quand même couramment désignées comme des étrangers : les Juifs, les naturalisés, les descendants plus ou moins lointains d'immigrés, les sujets français des colonies, etc.. L'utilité de l'immigration pour pallier certains problèmes est une idée évoquée dès cette époque : trouver de la main-d’œuvre pas chère et/ou qualifiée, trouver des soldats, trouver des personnes pour combler le déficit démographique. La mise en place par l’État d'une politique d'immigration volontariste commence avec la Première Guerre mondiale.
Ainsi, depuis cette époque les politiques auraient-elles oscillé entre ces mêmes problématiques et solutions initialement proposées,.
L'histoire de l'immigration en France peut être divisée en trois vagues d'immigration successives : La première vague, caractérisée par l'afflux de main-d'œuvre lors de la révolution industrielle. La deuxième vague, caractérisée par le besoin de main-d'œuvre dans l'entre-deux-guerres. La troisième vague, caractérisée par l'arrivée d'immigrants après la Seconde Guerre mondiale.

## Généralités

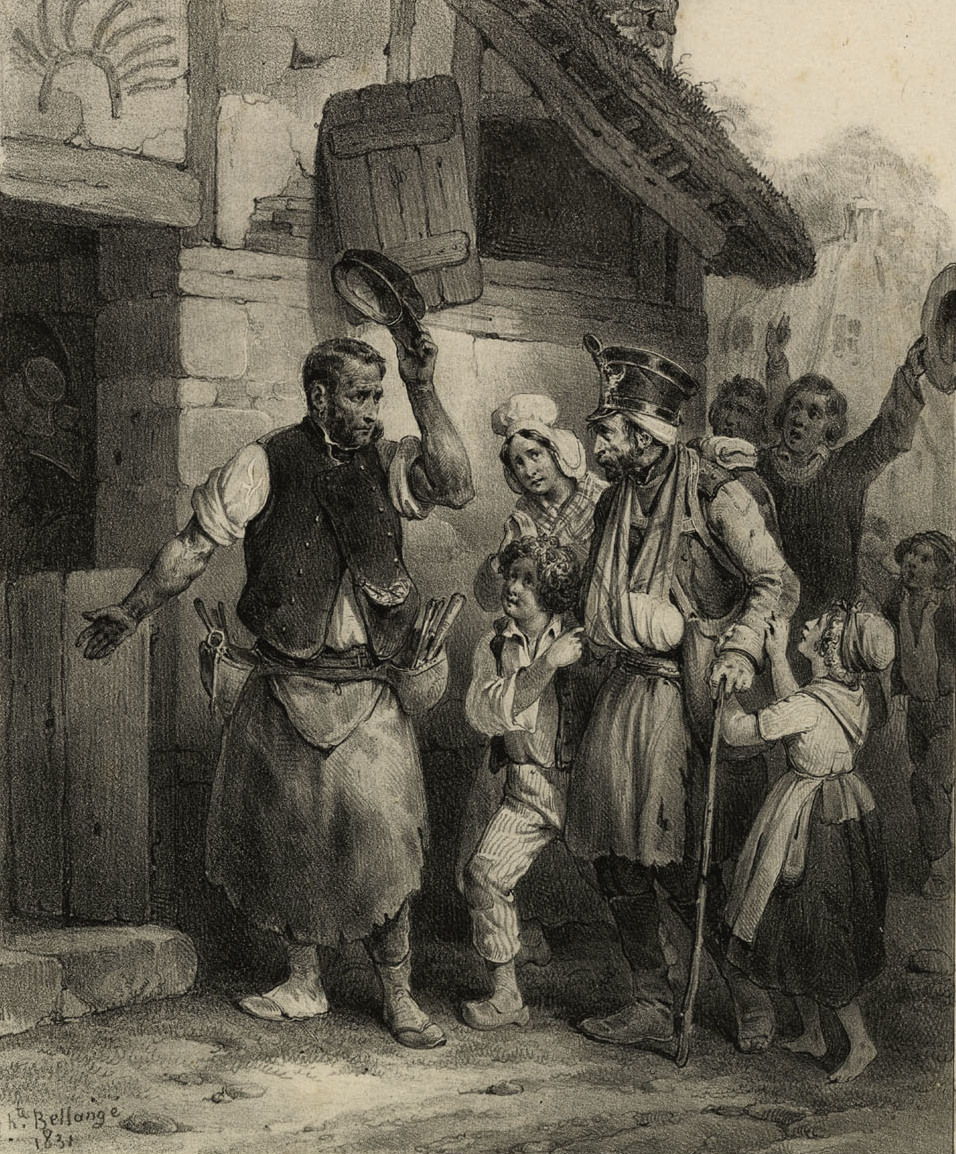
Gravure d'Hippolyte Bellangé, 1831 invitant à accueillir les réfugiés polonais en France : Trahi par la victoire / ce proscrit dans nos bois, ... rendons une patrie, / au pauvre exilé.

Pendant l’Ancien Régime, le statut des personnes d’origine étrangère est marqué par la prédominance du droit du sol. Le 23 février 1515, un arrêt du Parlement de Paris autorise ainsi le « droit de succéder » à toute personne née en France de parents étrangers. Le droit du sang s’y ajoute toutefois afin de permettre à un enfant né dans un pays étranger d’un père français de venir s’installer en France. Le XIXe siècle développe la conception juridique et politique du terme « étranger » à mesure que s'affirme celle de la « nationalité ». Le Premier Empire restreint le droit du sol et fait dépendre la nationalité des origines de la personne et non du lieu de résidence. Toutefois le droit du sol est rétabli en plusieurs étapes : une loi de 1851 déclare Français l’enfant né en France d’un étranger lui-même né en France, tandis que, sous la Troisième République, la loi du 26 juin 1889 assure la nationalité française à tous les étrangers nés en France et parvenus à leur majorité. Cette conception du droit de sol restera un fondement du droit de l’immigration en France jusqu’aux dernières années du XXe siècle (loi du 22 juillet 1993).

## Première vague d'immigration (1850-1914)

### Années 1850 à 1900: révolution industrielle
La révolution industrielle atteint la France tardivement : c'est sous le Second Empire entre 1851 et 1870 que celle-ci démarre réellement. Le ralentissement de la croissance démographique française depuis le XVIIIe siècle, et ce nouveau besoin de main-d’œuvre va encourager l'immigration d'ouvriers venus des pays voisins. C'est le début de la première vague d'immigration en France. Suivant les régions françaises, les premiers immigrants sont les Belges et les Piémontais (nom habituellement donné aux personnes venant des États qui constitueront ensuite l'Italie) ainsi que les Suisses. L'immigration italienne, pays à forte croissance démographique, prend ensuite le relais des Belges et des Suisses, le statut de Nice et de la Savoie (annexés en 1860 par Napoléon III) favorisant les mouvements transfrontaliers. Les Espagnols et les Allemands émigrent aussi vers les grandes villes françaises et participent au développement économique et au comblement démographique de la France.
À partir de 1851, l'État intègre dans le recensement des données concernant la nationalité (avec de multiples approximations car cette notion est mal définie et surtout comprise de manière variable par la population) et le lieu de naissance, fournissant ainsi une base pour estimer le nombre et la proportion des étrangers en France. L'administration recense alors 380 000 étrangers, dont 63 000 Italiens. Les Italiens sont plus de 100 000 à la fin du Second Empire ; 163 000 en 1876 ; 240 000 en 1881 et 330 000 au tournant du siècle.
Le droit du sol est rétabli en plusieurs étapes. La loi de 1851 assure la nationalité française à « l'enfant né en France d’un étranger lui-même né en France ».
Depuis les années 1880, une vague d'immigrants juifs fuyant les pogroms d'Europe de l'Est arrive en France. Ces immigrants parlent yiddish et sont pour la plupart ouvriers ou artisans. Ils s'établissent souvent dans le quartier du Marais à Paris (Pletzl), par exemple dans la rue Ferdinand-Duval, l'ancienne rue des Juifs rebaptisée en 1900 après l'affaire Dreyfus,.
Sous la Troisième République, la loi du 26 juin 1889 assure la nationalité française à « tous les étrangers nés en France et parvenus à leur majorité ». Le droit du sol restera un fondement du droit de l’immigration en France jusqu’aux dernières années du XXe siècle (loi du 22 juillet 1993).
La société française connaît des élans nationalistes : l'affaire Dreyfus (1894-1906), la crise boulangiste (1889-1891) et le développement des ligues d'extrême-droite telles que la Ligue de la patrie française ou la Ligue des patriotes, de l'antisémite et de la xénophobie, le massacre des Italiens d'Aigues-Mortes (les 16 et 17 août 1893, huit morts et quarante-neuf blessés) alors que déjà, en 1881, un pogrom contre les Italiens avait eu lieu à Marseille, les Vêpres marseillaises (trois morts et vingt-et-un blessés).
Dès le XIXe siècle, l'immigration venant des colonies (donc en fait des sujets français) commence également. Vers 1895, les immigrés d'Afrique du Nord sont quelques centaines.

### Années 1900 à 1914: veille de la Grande guerre

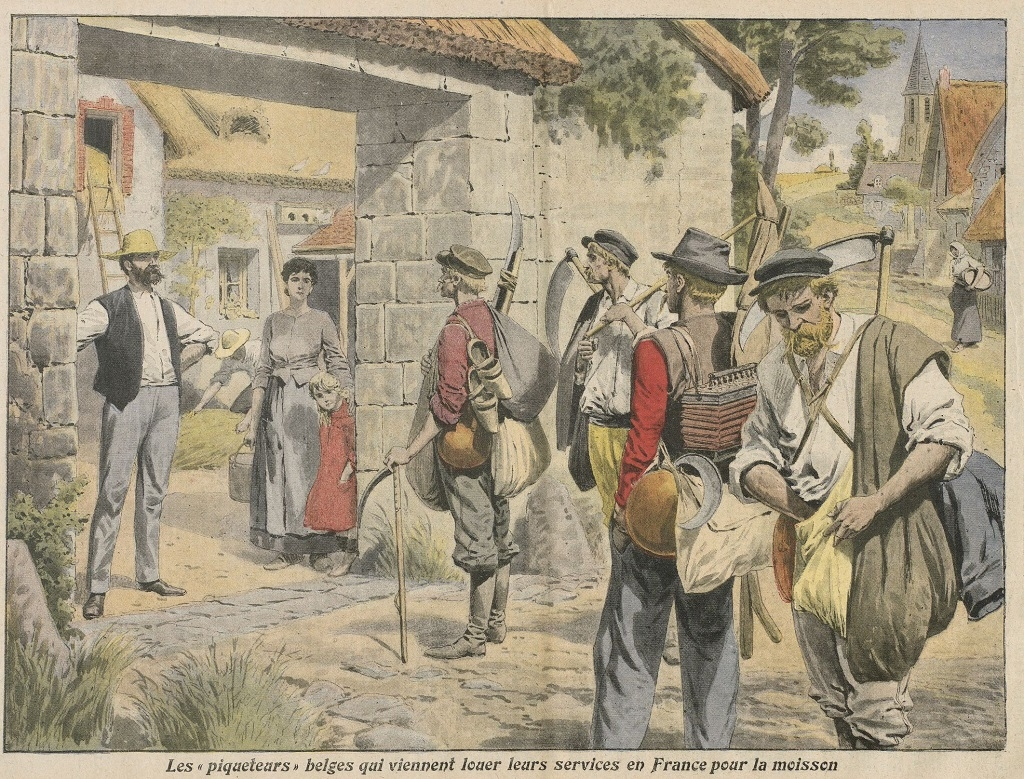
Travailleurs agricoles belges à Savigny-le-Temple. Illustration anonyme publiée dans Le Petit journal Supplément illustré, n°919, 28 juin 1908

En 1901, La France compte 330 465 Italiens, 323 539 Belges, 80 425 Espagnols, 89 772 Allemands et 72 042 Suisses.
Au début du XXe siècle, des artistes étrangers arrivent dans la capitale à la recherche de conditions favorables à leur art : Pascin arrive en France en 1905, Picasso (espagnol) s'installe à Paris en 1905, Zinoview en 1908, Lipchitz et Zadkine en 1909, Chagall en 1910, Soutine en 1912, Mané-Katz en 1913.
En 1911, les Italiens deviennent le premier groupe d'immigrants en France, dépassant les Belges : les Italiens constituent alors 36 % des immigrants en France et 1 % de la population totale. Ces chiffres, de plus, n'incluent pas les migrations saisonnières, qui représentent la plus grosse partie des mouvements transalpins. Venus de l'Italie septentrionale (Piémont, Lombardie, Émilie-Romagne, Val d'Aoste), les migrants s'installent davantage dans la zone frontalière : Alpes-Maritimes, Var, Bouches-du-Rhône, Corse, mais aussi dans le Rhône, en Savoie, et en Isère. Le département de la Seine, qui compte 24 000 Italiens en 1896, est le troisième pôle d'émigration pour les Italiens. Un quart de la population niçoise est italienne en 1896[réf. nécessaire]. En 1911, la population parisienne est représentée par 200 000 étrangers soit 7 % de sa population et tous les pays d'Europe y sont représentés.
À la veille de la Première Guerre mondiale, Marseille compte une population de 550 000 habitants, dont un peu plus de 100 000 étrangers : essentiellement des Italiens (75 % des étrangers et à peu près un cinquième de la population marseillaise), mais aussi des Espagnols (Picasso s'installe à Paris en 1905), des Arméniens, etc.. Louis Massignon souligne aussi la présence d'une centaine de commerçants et colporteurs Kabyles à Marseille dans les années 1830.
Malgré l'affaire Dreyfus, la France reste très attractive pour les Juifs d'Europe centrale et d'Europe orientale toujours victimes de persécution et de discrimination. Les rapports avec les Juifs locaux sont tendus : les nouveaux arrivants considèrent leurs coreligionnaires comme « peu juifs, » tandis que ceux-ci voient d'un mauvais œil ces Juifs tellement plus proches qu'eux-mêmes de l'image née des préjugés antisémites : l'inauguration de la synagogue russo-polonaise de la rue Pavée en 1914 (synagogue de la Rue Pavée) se fait hors la présence du Consistoire ou du rabbinat. Cette immigration contribue à la croissance du nombre de Juifs en France qui sont estimés en 1914, à la veille de la guerre, à 120 000 dont un tiers d'étrangers. 30 000 autres vivent en Alsace-Lorraine où ils sont souvent restés très francophiles et 70 000 en Algérie.

## Deuxième vague d'immigration (1914-1939)
La deuxième vague d'immigration est caractérisée par la période allant de la Première Guerre mondiale à la veille de la Seconde.

### La Première Guerre mondiale (1914-1918)

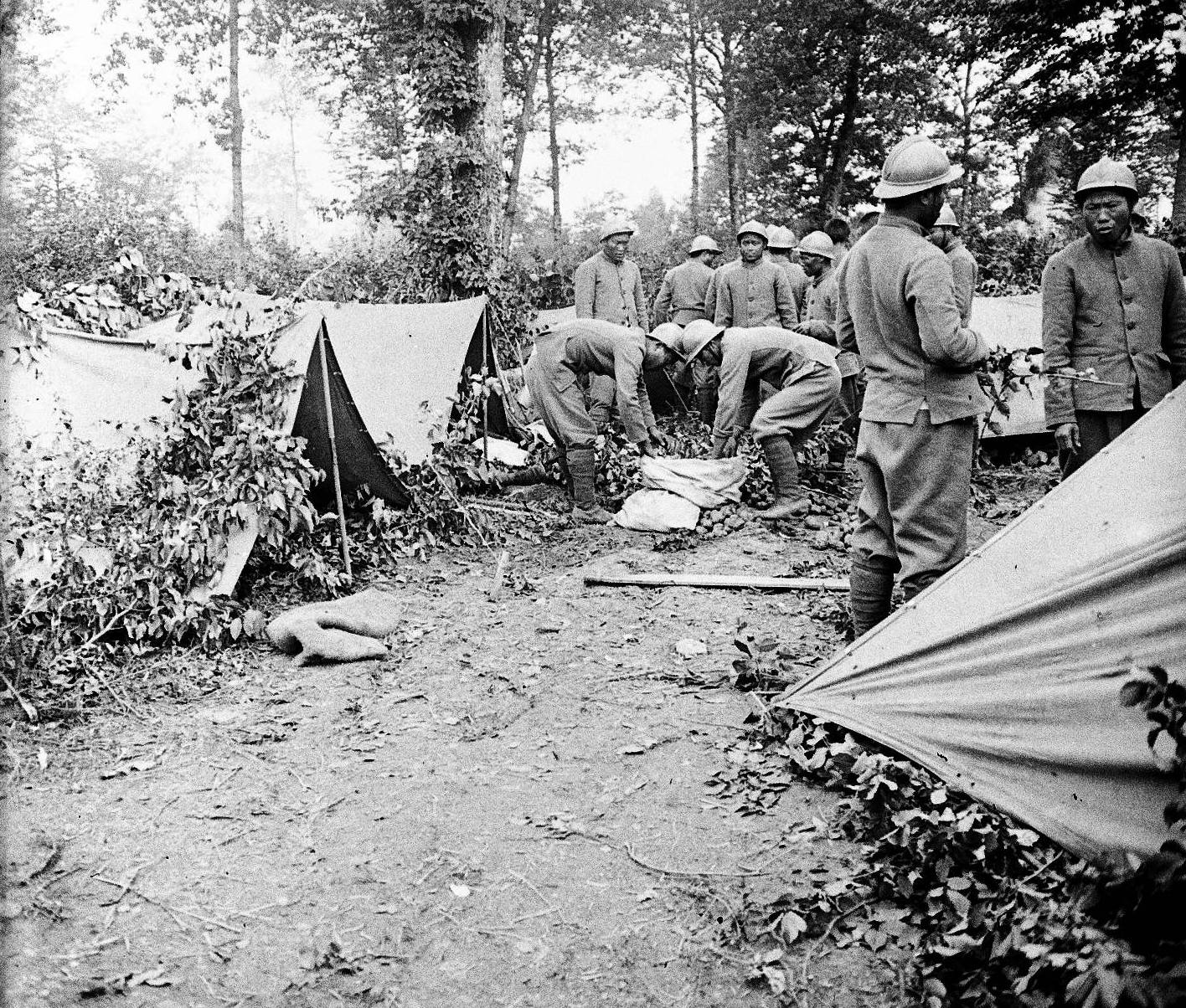
Campement Indochinois de Fleury-sur-Aire le 25 juin 1916. Photographie de Raoul Berthelé conservée aux archives municipales de Toulouse.

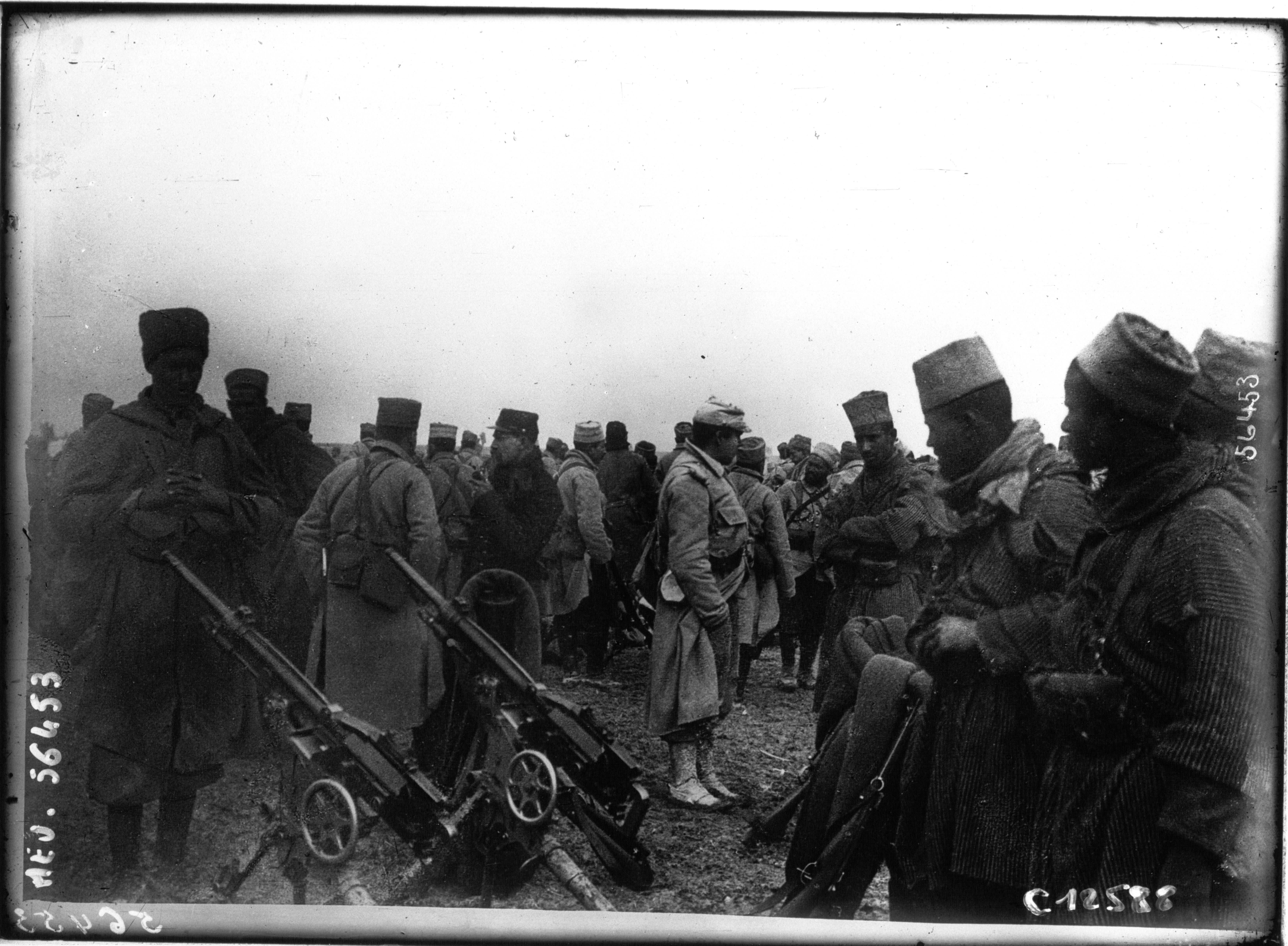
Tirailleurs marocains et algériens revenant du front, 12 mars 1915.

Avec la Première Guerre mondiale se déclenche vraiment l'immigration maghrébine en France sous la deuxième vague d'immigration.
Dès la Première Guerre mondiale, la France, à la démographie languissante, fait appel à la « main-d'œuvre étrangère » pour les besoins d'armement de l'armée française. Ainsi, le ministère de l'Armement recrute des Belges, Suisses, Italiens, mais aussi Kabyles, ou plus généralement des Nord-Africains (Colonie d'Afrique du Nord) au Creusot, siège des aciéries Schneider, etc..
Mis à part les Schneider, le ministère de l'Armement recrute la main-d'œuvre venue des colonies : Nord-Africains, des Indochinois (Annamites et Tonkinois) et 35 000 Chinois pour d'autres travaux dangereux, par exemple dans la Société nationale des poudres et explosifs (SNPE).
Le SOTC (Service de l'organisation des travailleurs coloniaux), qui dépend de l'armée, est chargé de fournir des soldats pour le front et des travailleurs à l'arrière.
Lors de la Première Guerre mondiale, la France va mobiliser 600 000 « tirailleurs sénégalais » (un tiers des hommes âgés de 20 à 40 ans en Algérie) dans ses troupes coloniales venus des colonies pour combattre pour la France. Pendant la guerre, l'hébergement des troupes coloniales va se faire dans des camps.
En 1917, la carte de séjour est instituée.
René Martial, auteur racialiste, est chargé pendant la Première Guerre du contrôle sanitaire des immigrés espagnols, avant de devenir directeur des services de santé publique à Fez, au Maroc.

#### Les réfugiés arméniens (1915)

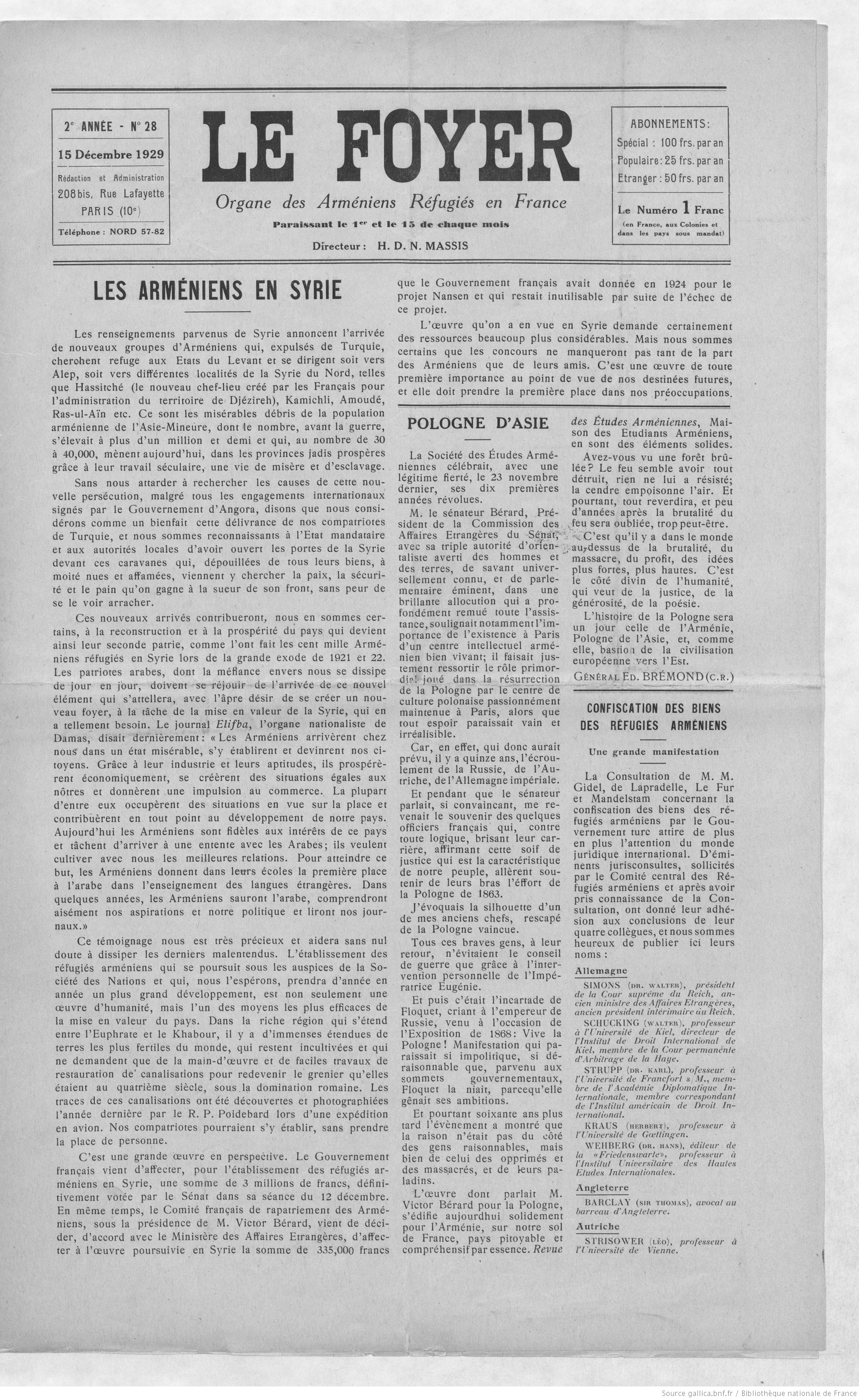
Le Foyer, journal des réfugiés arméniens en France. Édition du 15 décembre 1929.

À Marseille, les Arméniens (qui fuient le génocide de 1915) sont triés par les autorités sur l'île du Frioul, et font l'objet d'opérations sanitaires, à l'issue desquelles on leur délivre un « passeport sanitaire ». En 1923, une Commission d'hygiène propose d'évacuer les réfugiés arméniens vers le Maroc, faute de pouvoir créer de nouveaux camps. Le camp Oddo est le principal lieu de regroupement des Arméniens à Marseille de 1923 à 1927, avec le camp du Grand Arenas. La caserne Sainte-Marthe est aussi utilisée, ainsi que certains hôtels et les camps Mirabeau et Victor Hugo (ce dernier sert surtout pour les Russes). Les autorités parlent d'un « redoutable courant d'immigration des peuples d'Orient [...] la variole, le typhus, la peste sont en route vers chez nous » et stigmatisent, avec les entreprises, une population jugée inapte au travail. Prévu pour environ un millier de personnes, le camp Oddo abritera 3 000 Arméniens.

### L'entre-deux-guerres (1918-1939)

#### Organisations patronales et syndicales
Les pertes humaines de la guerre, les impératifs de la reconstruction et le grand essor de la métallurgie, de la chimie et de l'électricité créent un important besoin de main-d'œuvre extérieure qui se caractérise par une poussée de l'immigration. Les nouveaux venus sont en majorité des Italiens, auxquels s'ajoutent des Polonais et des Tchécoslovaques. En outre, une certaine part de l'immigration est constituée par des réfugiés politiques (Russes, Arméniens, Allemands, Espagnols).
L'État français délègue une grande partie de la gestion des populations migrantes aux organisations patronales, en particulier à la Société générale d’immigration, constituée en 1924 par les organismes patronaux spécialisés et hébergés par le « Comité des Houillères » sous la houlette d'Henri de Peyerimhoff de Fontenelle.
Dans les années 1920, ce sont les patrons des usines qui organisent, par exemple, les trains faisant venir les Polonais en France par milliers. Ces habitudes ont perduré jusqu'à ce que le gouvernement décide la fermeture des frontières et la mise en œuvre d'une politique de regroupement familial, au début des années 1970.
Dès les années 1920, une partie des travailleurs migrants s'organisent, avec la fondation d'une section spéciale de la CGTU, la Main-d'œuvre étrangère (MOE), la future MOI.
Nombre de ces immigrés vont participer, avec le Juif italien Modigliani, à la fondation artistique de l'École de Paris, terme forgé en 1920 par André Warnod afin de désigner l'ensemble des artistes étrangers arrivés au début du XXe siècle dans la capitale à la recherche de conditions favorables à leur art.

#### Organisations et courants politiques

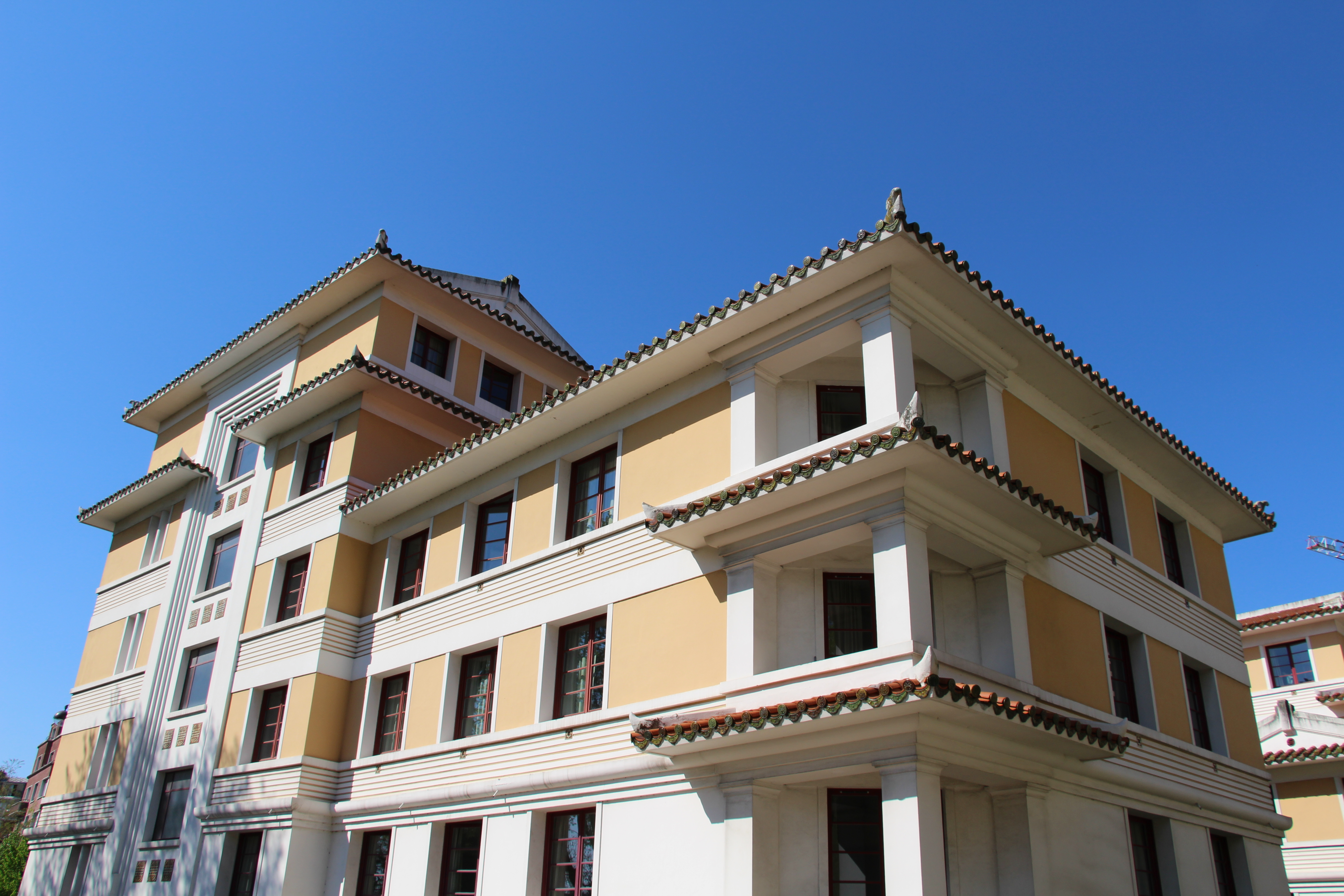
Maison des étudiants de l'Asie du Sud-Est, anciennement maison des étudiants indochinois, à la Cité internationale de Paris. Son inauguration est l'occasion d'expressions de dissensions entre les vietnamiens constitutionnalistes et nationalistes.

En 1912, Phan Châu Trinh et Phan Văn Trường fondent la Fraternité des compatriotes, puis, en 1914, l'Association des patriotes indochinois, pour lesquels ils font de la prison pour « complot contre la sûreté de l'Etat ». Nguyễn Ái Quốc rejoint l'organisation en 1917 ; ensemble, ils fondent le Groupe des patriotes annamites de Paris et rédigent des revendications pour la conférence de paix. Phan Văn Trường et Phan Chu Trinh retournent en Indochine au milieu des années 1920. Nguyễn Ái Quốc et Nguyễn Thê Truyên, membre du groupe, rejoignent l'Union intercoloniale - Association des indigènes de toutes les colonies et contribuent au journal Le Paria avant que Nguyễn Ái Quốc ne parte pour Moscou en 1924.
À partir de 1925, face à l'attitude des autorités coloniales françaises, trois courants politiques émergent chez les immigrants vietnamiens : celui de Bùi Quang Chiêu, constitutionnaliste, exposé dans L'Indochine moderne. Être ou ne pas être. Vers le Dominion, réformiste et composé de la bourgeoisie terrienne de Cochinchine ; le second courant, nationaliste, incarné par Nguyễn Thê Truyên, publie de nombreux journaux malgré la censure des autorités françaises et fonde le Parti Annamite de l'Indépendance, dissous en mars 1929 ; enfin, le dernier mouvement, né en avril 1928 et centré autour du Lao Nông, est celui des communistes et incarné par Nguyễn Van Tao. Ces courants ont des dissensions fortes, au point qu'à la suite d'une réunion des Jeunesses patriotes au café Turquetti, les communistes choisissent de prendre parti contre les nationalistes, que ce soit dans une tribune contre eux dans L'Humanité où en ne les défendant pas contre l'État français, que ce soit lors des perquisitions policières ou de la dissolution de leur parti. Le discours pro-France tenu par Tran Van Doc lors de l'inauguration de la maison des étudiants indochinois de la cité universitaire de Paris, est vivement critiqué par les nationalistes.

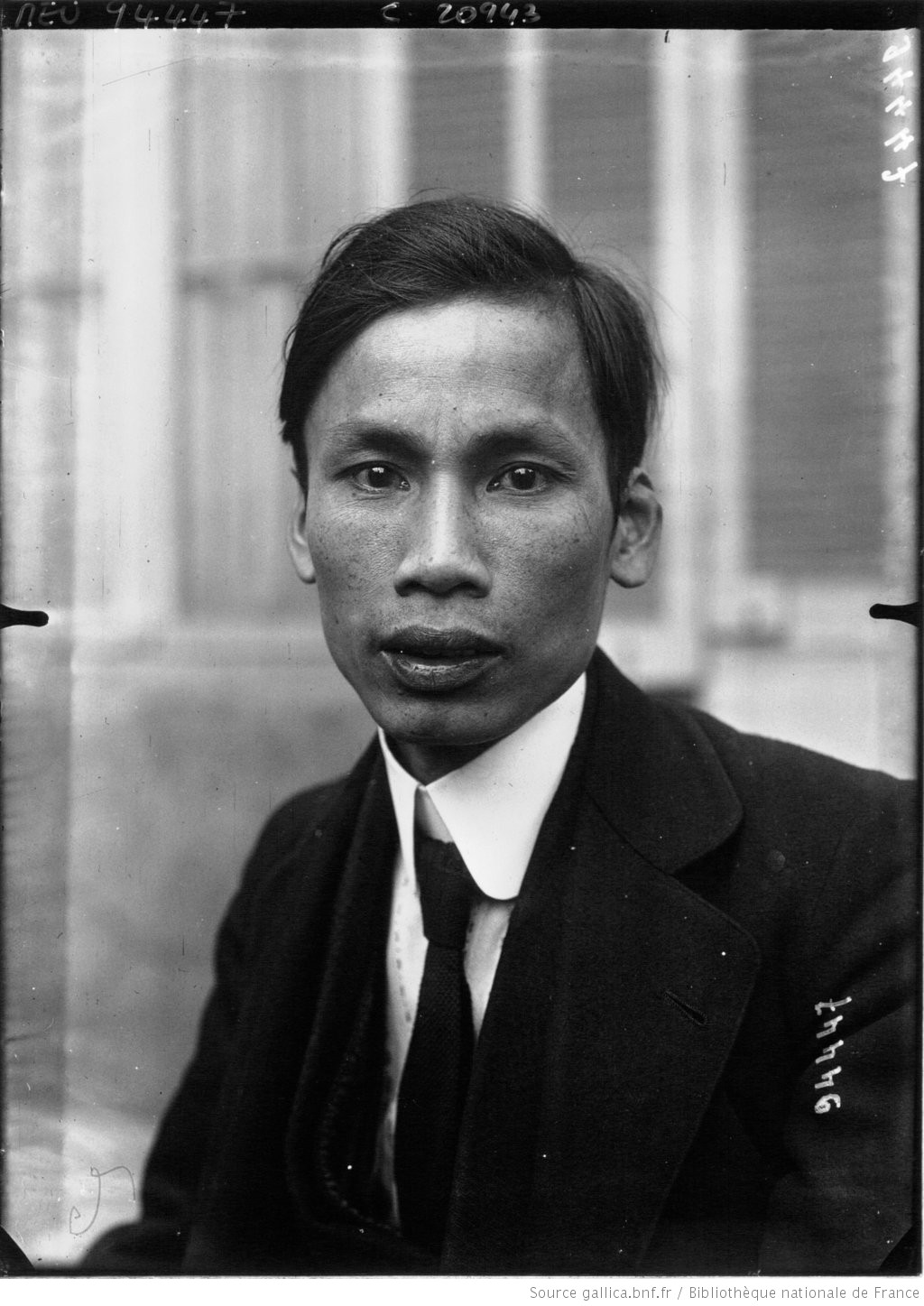
Nguyễn Ái Quốc photographié lors du congrès du PCF de 1921 Marseille, où il se rend en tant que délégué indochinois.

De nombreuses associations sont influencées par le Viêt Minh, telles que l'Union culturelles des Vietnamiens résidant en France, la Fédération des travailleurs vietnamiens en France, l'Association des femmes vietnamiennes en France ou l'Association générale des vietnamiens en France.
Les constitutionnalistes sont les premiers à mener des campagnes d'opinion, bientôt rejoints par les nationalistes et les communistes. Ces derniers bénéficient du soutien du PCF.
Les immigrés coloniaux, notamment vietnamiens et algériens, prennent part aux manifestations du Front populaire de 1936-1937, mais celui-ci déçoit leurs attentes une fois au pouvoir.

#### Organisation administrative
L'État favorise l'immigration en provenance du Maghreb en finançant la construction de la Mosquée de Paris (loi du 19 août 1920), inaugurée en 1926 par le président Gaston Doumergue et le sultan du Maroc Moulay Youssef, et en mettant en place les structures de base de prises en charge sanitaires, en créant l'Hôpital Avicenne (« Hôpital franco-musulman ») à Bobigny, en 1925 (inauguré dix ans plus tard, il est la première expérience de médecine coloniale en métropole). L'Hôpital Avicenne est sous la responsabilité du Service de surveillance et de protection des indigènes nord-africains (SSPINA), créé par Pierre Godin et dirigé par la préfecture de police de Paris.
En 1925, pour encadrer l'immigration maghrébine, jugée potentiellement « dangereuse », la Préfecture de police de Paris créé le Service des affaires indigènes nord-africaines, à l'initiative du conseiller municipal Pierre Godin, un ancien administrateur colonial. Nombre des fonctionnaires chargés de la gestion des populations immigrées, que ce soit à la Brigade des affaires nord-africaines, au ministère de l'Intérieur ou au ministère des Affaires sociales, sont en effet issus de l'administration coloniale.
Dans les années 1920, René Martial est nommé inspecteur des conditions sanitaires contribuant dans ce cadre à l'amélioration des conditions du cadre de vie des étrangers venus travailler en France, surtout dans les mines du nord.
L'immigration venue de l'Indochine, qui n'excède pas 10 000 personnes présentes en même temps sur le territoire durant l'entre deux-guerres, est surveillée par la Surêté indochinoise et le Service de contrôle et d'assistance en France des indigènes des colonies (CAI). L'immigration étudiante est particulièrement mal vue et fait l'objet de vives critiques dans le Courrier Saïgonnais et d'une surveillance particulière, car considérée à risque d'être « anti-France » : le CAI n'hésite pas à débaucher des étudiants vietnamiens en rupture familial et/ou échec scolaire pour leur confier des missions d'infiltration et d'observation des groupes étudiants, en particulier communistes. Les bourses étudiantes sont attribuées sur critères politiques, et un étudiant de l'école des Mines de Paris se voit refuser le renouvellement de la sienne en raison de son adhésion à l'association générale des étudiants indochinois (AGEI). Henri Gourdon prend publiquement position pour l'interdiction de ce type de migration. Au-delà des étudiants, le CAI cherche aussi « à protéger [les vietnamiens] contre l'endettement, la fréquentation des cafés et salles de billard du quartier latin, l'influence des femmes ». En 1927 est créé le Service d'assistance mutuelle des Indochinois (SAMI), dont l'ordre de mission est large pupilles franco-annamites, droit du travail, de la famille...) mais dont l'activité se concentre dans les faits dans le rapatriement des migrants vers la colonie. En 1924 est fondée la première des Associations mutuelles des Indochinois (AMI), associations loi 1901 subventionnées par le gouvernement général de l'Indochine à condition d'avoir un bureau approuvé par le CAI : l'élection du nationaliste Tran Van Chi à la présidence de l'AMI de Paris en signifiera la fin.
En 1927, une réforme du code de la nationalité est adoptée.

#### La Grande Dépression de 1931

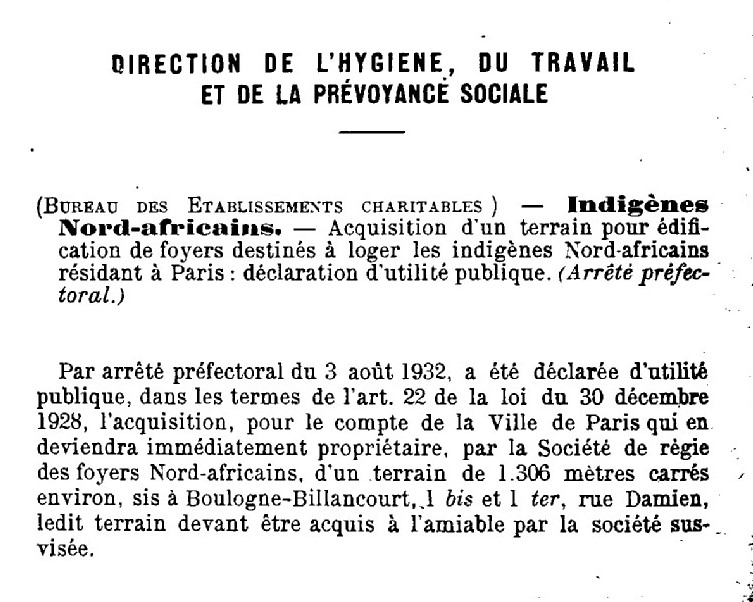
Achat d'un terrain à Boulogne-Billancourt par le Service des affaires indigènes nord-africaines afin d'y construire un foyer, aout 1932

La Grande Dépression de 1931 crée une vague de xénophobie dans les années 1930. L'État contrôle les frontières et adopte une attitude plus ou moins hostile envers les étrangers ; seul le Parti communiste (PCF), qui dirige de fait ce secteur syndical, s'oppose à cette hostilité et change le nom de la Main-d'œuvre étrangère (MOE) en Main-d'œuvre immigrée (MOI).
En 1931, on dénombre 2 890 000 étrangers en France, soit 5,9 % de la population totale. Près d'un million d'entre eux sont naturalisés entre 1921 et 1939 (principalement des Italiens, des Polonais, des Espagnols et des Belges), la naturalisation permettant notamment d'éviter d'être rapatrié dans les années 1930.
Des pratiques utilisées dans les colonies sont importées en métropole. Une commission administrative installe un système de surveillance identifiant, ainsi que des dispensaires. Elle se charge aussi d'installer des foyers de travailleurs migrants, qui hébergent en majorité des Kabyles. La municipalité parisienne soutient la création de foyers privés, en 1931, à Colombes et à Gennevilliers : c'est la « régie des foyers ouvriers nord-africains », dirigée par le secrétaire général de l'Institut musulman. Une telle politique du logement, consacrée aux travailleurs immigrés et développée après 1945 avec l'institution de la SONACOTRA, demeure une spécificité française.

#### Loi des quotas d'étrangers (1932)
Dans les années 1930, René Martial prône des quotas d'immigrants. Alors que la France a toujours refusé le principe des quotas de nationalité tels que pratiqués dans les pays anglo-saxons, à l'instar du Johnson Quota Act de 1921 ou de la Loi d'immigration Johnson-Reed de 1924. En 1931, la SFIO dépose une proposition de loi qui prévoit des quotas d'employés étrangers. Roger Salengro vote en faveur de cette loi, mais elle n'est pas adoptée.
Le gouvernement de centre gauche d'Édouard Herriot propose une loi qui autorise le principe des quotas d'étrangers dans les entreprises industrielles, accordant la priorité au travail des citoyens français dans l'entreprise. La loi protégeant la main-d’œuvre nationale est votée par l’Assemblée nationale française le 10 août 1932. Roger Salengro, ainsi que le Parti communiste français et la SFIO, se sont abstenus lors de ce vote,. Elle fixe un quota de 10 % de travailleurs étrangers dans les entreprises privées. Ce quota est de 5 % lorsqu'il s'agit d'entreprises publiques.
De fait, l'administration opérait une sélection des nationalités entrant sur le territoire, en installant par exemple les bureaux de l'Office national d'Immigration « plutôt à Milan qu'à Istanbul ».

#### Loi des professions médicales (1933)
La loi de mai 1933 de Raymond Armbruster, adoptée sous le gouvernement Daladier, restreint le droit des étrangers et limite l’exercice de la médecine au titulaire français d’un doctorat de médecine.

#### Loi du travail (1934)
La loi de juin 1934, adoptée sous le gouvernement Doumergue, interdit aux Français naturalisés l’inscription au barreau pendant une durée de 10 ans ou aux étrangers d'exercer certaines professions libérales (avocat, architecte).
Une aide au rapatriement des ouvriers volontaires est organisée en 1934, tandis qu'en 1935, des retours forcés, en particulier concernant les Polonais, sont mis en œuvre.

#### Du Front populaire à la guerre (1936-1939)

Réfugiés espagnols en région parisienne, 1936.

En 1936, le gouvernement du Front populaire conduit à une interprétation plus douce des lois existantes et à un intermède libéral dans la gestion des populations migrantes. Ce n'est pas tant un renouveau législatif, mais plutôt une interprétation et une mise en application plus favorables aux immigrés des législations préexistantes. Le décret du 17 juillet 1936 ramène la politique d'émigration au régime de 1914, accordant le droit à la libre-circulation aux Nord-Africains venus des colonies, conditionnés à la possession d'une carte d'identité spéciale ainsi qu'à un visa.
À la chute du Front populaire, la politique de l'État français va mêler aspect répressifs et libéraux : les dérogations aux quotas d'emplois d'étrangers sont facilement accordées par l'inspection du travail, tandis que les naturalisations s'accélèrent, d'autant plus que le solde naturel est négatif en 1938 et 1939, phénomène exceptionnel en temps de paix.
En 1938, 500 000 républicains espagnols fuyant la guerre civile espagnole sont regroupés dans des camps comme le Camp de Gurs, le Camp du Vernet ou le Camp de concentration d'Argelès-sur-Mer.
En septembre 1939, le gouverneur général d'Indochine Georges Catroux est chargé de recruter de gré ou de force 20 000 ouvriers indochinois. Ils sont débarqués à la prison des Baumettes à Marseille et envoyés principalement en Camargue pour développer la riziculture.
En 1940, 1 500 000 étrangers de nationalité belge trouvent refuge et protection en France.

## La politique des étrangers sous Vichy (1940-1944)

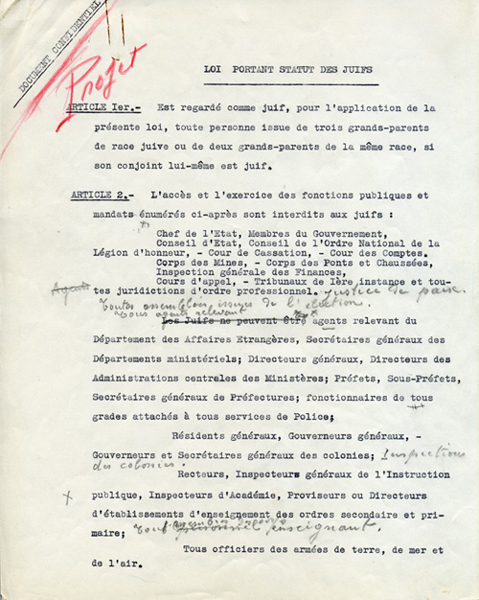
Première page de la loi sur le statut des juifs.

Le régime de Vichy va immédiatement prendre des mesures contre les populations immigrées, qualifiées de « métèques »[réf. souhaitée]. Une commission de révision des naturalisations opérées depuis la réforme de 1927 est mise en place le 22 juillet 1940, tandis qu'après la loi sur le statut des juifs, la loi du 4 octobre 1940 sur « les ressortissants étrangers de race juive » permet d’interner ceux-ci dans des camps spéciaux par « décision du préfet du département de leur résidence ».
Sur les 300 000 Juifs que compte la France, « une moitié environ [sont] des étrangers, et l'autre moitié en bonne partie d'ascendance étrangère directe ». Au total, ce sont 15 154 citoyens qui sont déchus de la nationalité française par la loi du 22 juillet 1940, dont 6 307 Juifs (soit plus de 40 %).
La loi du 27 septembre 1940 concernant les autres étrangers non juifs règle le sort des « étrangers en surnombre dans l’économie nationale » : l’étranger est surveillé de près. Il n’a plus le droit de libre circulation sur le territoire et ne bénéficie plus de la protection apportée par le droit du travail. Toutefois, les étrangers sont tolérés dans le pays à condition qu'ils témoignent d'une « conformité culturelle », c'est-à-dire de l'acceptation pleine et entière de la culture française.
La même année, le ministère de l'Intérieur octroie au gouvernement « le droit d'interner tout étranger de sexe masculin ayant entre 18 et 45 ans, tant que la main-d'œuvre sera excédentaire ». Le régime de Vichy procède à cet effet à la création de camps de concentration.
Sous Vichy, René Martial est chargé de l'Institut d'études des questions juives et ethnoraciales.
Du côté de la Résistance, le groupe Francs-tireurs et partisans - Main-d'œuvre immigrée (FTP-MOI), issu de la MOI, est créé en 1941. Ils sont dirigés d'abord par Boris Holban, puis par Missak Manouchian jusqu'à l'arrestation du groupe de Manouchian en février 1944. Vichy utilise alors ce succès pour déclencher une opération de propagande, L'Affiche Rouge, qui stigmatise le caractère étranger, communiste et/ou juif des militants. Vingt des vingt-trois résistants communistes sont d'origine étrangère, pour la plupart Juifs d'Europe de l'Est, mais aussi Espagnols ou Italiens fuyant le franquisme et le fascisme, ainsi qu'un Arménien, Manouchian, et un jeune Hongrois ayant fait ses études à Louis-le-Grand, Thomas Elek.

## Troisième vague d'immigration (1945 - 1980)
La troisième vague d'immigration commence à partir de la Seconde Guerre mondiale et est caractérisée par une immigration de regroupement familial.
À la Libération, la priorité est à la reconstruction du pays.
Depuis le milieu du XXe siècle, la France a mis progressivement en place une politique spécifique à l’égard de l’immigration. Le premier instrument normatif important est l’ordonnance du 2 novembre 1945 qui crée l’Office national d’immigration et instaure les cartes de séjour de un, cinq et dix ans.
L'ordonnance du 2 novembre 1945 sous-tend une politique d'immigration durable, notamment via le regroupement familial, et l'acquisition de nouveaux droits au fur et à mesure de l'allongement de la durée du séjour de l'étranger, supposée signifier son intégration. L'ordonnance créée aussi l'Office national d’immigration (ONI), ancêtre de l'Office des migrations internationales et de l'ANAEM (Agence nationale de l'accueil des étrangers et des migrants).
L'immigration est alors vue d'une façon ambigüe : durable, familiale et de travail en théorie, ce qui n'empêche pas l'administration d'interrompre l'installation des travailleurs étrangers en juillet 1974, puis de tenter entre 1978 et 1980, sans succès, le retour forcé des travailleurs nord-africains vers l'Algérie.
À partir de 1947, les immigrés étaient filtrés à Marseille par la Direction du contrôle sanitaire aux frontières.
Le ministre Michel Debré met en place, en 1963, le BUMIDOM (Bureau pour le développement des migrations dans les départements d'outre-mer) qui a « pour objet de contribuer à la solution des problèmes démographiques intéressant les départements d'outre-mer. » Celui-ci a été impliqué dans le scandale dit des « Enfants de la Creuse ».
Les termes « main-d'œuvre étrangère » ou « travailleur étranger » sont alors progressivement remplacés par celui de « main-d'œuvre d'immigration », les immigrants algériens ou d'outre-mer n'étant pas juridiquement considérés comme étrangers.

### L'instauration des foyers de travailleurs migrants et de la SONACOTRA
Dès le milieu des années 1950, alors que la guerre d'Algérie vient de commencer, des Foyers de travailleurs migrants sont mis en place par l'État afin d'héberger la main-d'œuvre tout en la maintenant à l'écart de la population, alléguant le caractère à la fois difficile et non-souhaitable de l'intégration de migrants destinés à retourner outre-mer. Ces foyers sont ainsi conçus comme « logement provisoire pour travailleurs « provisoires » » (Abdelmalek Sayad).
Dans le même temps, un Fonds d'Action sociale pour les travailleurs musulmans d'Algérie en métropole et pour leur famille (FAS), placé sous la tutelle du ministère des Affaires sociales, est créé en 1958, dans le cadre du Plan Constantine de valorisation des ressources de l'Algérie.
Le Fonds est le principal bailleur de la Société nationale de construction de logements pour les travailleurs algériens et leurs familles (SONACOTRA), créée en 1956 pour régler le problème de l'habitat insalubre des migrants originaires d'Algérie (bidonvilles, en particulier autour de Paris, tel celui de Nanterre, cafés-hôtels) dû à la pénurie de logements. La SONACOTRA construit son premier foyer, en 1959, à Argenteuil.
La création des foyers répond à un triple objectif : d'hygiène (salubrité, suppression des bidonvilles...) ; de réaménagement des centres urbains ; stratégique (les bidonvilles étant considérées comme des zones potentiellement dangereuses dès lors que le conflit en Algérie s'aggrave). Entre le début des années 1960 et le milieu des années 1970, la construction des foyers va être intensive, en particulier entre 1966 et 1972. La plupart des directeurs de foyers sont issus du monde militaire et colonial, étant censés avoir acquis une expérience nécessaire pour la gestion de ces populations jugées « à risque ». Cette politique de logement social répond à la fois à des fins de contrôle social, existant dès le Second Empire pour le logement ouvrier, mais aussi à des problématiques d'aménagement du territoire et de solidarité nationale, dans le contexte de construction d'un État-providence.

### Les étrangers dans le mouvement de Mai 68
En 1968, la France compte 2 621 000 étrangers sur son sol pour un peu moins de 50 millions d'habitants ; ceux-ci sont à 68 % ouvriers et constituent 15 % de l'emploi industriel,,. Une partie des travailleurs immigrés prend peur face aux mouvements de Mai 68 : 10 000 Espagnols et Portugais quittent la France, craignant une guerre civile, en particulier dans l'Essonne, la Brie et les Pyrénées-Orientales. La CFDT, dans sa communication interne, parle de « travailleurs africains et d'autres nationalités (…) terrés chez eux »[source insuffisante]. Une partie des travailleurs immigrés est aussi fortement encouragée à rester en retrait par l'église catholique ou craint la surveillance active des autorités de leurs pays,.
Toutefois les étrangers sont partie prenante des événements. Les idées internationalistes qui dominent dans les mouvements de Mai 68 favorisent leur mobilisation, se traduisant par la création de structures spécifiques : Comité d'action des travailleurs étrangers (CATE, ou plus simplement Comité des étrangers), Comité de liaison des organisations de travailleurs immigrés en France (CLOTIF), Comité du droit des étrangers. La proximité entre l'université de Nanterre et des bidonvilles habités par des étrangers est l'occasion de visites de la part des étudiants grévistes, mettant en lumière les conditions de vie épouvantables de cette population. Des actions spécifiques se mettent en place en direction des immigrés : aide alimentaire, cours d'alphabétisation, information sur les offres d'hébergement. Les étudiants de la Sorbonne affichent  le slogan « Pour la première fois, les étrangers sont chez eux en France » et le journal maoïste La Cause du peuple exige même leur naturalisation collective. Malgré les risques encourus, étudiants étrangers et travailleurs immigrés participent au mouvement de Mai 68, comme à Billancourt où les ouvriers algériens, portugais et espagnols réclament plus particulièrement la fin des discriminations dont ils sont victimes dans le monde du travail.

### Les rapatriements

#### Guerre d'Indochine
Après les accords de Genève mettant fin à la guerre d'Indochine (1954), près de 5 000 Français d'Indochine (couples mixtes ou veuves de Français fuyant la guerre) sont rapatriés et « accueillis » dans des Centres d'accueil des Français d'Indochine (CAFI), en particulier à Noyant, dans l’Allier, et à Sainte-Livrade, en Lot-et-Garonne.

#### Guerre d'Algérie
Durant les Trente Glorieuses (1945-1975), et particulièrement dans les années 1960, les pouvoirs publics favorisent l’immigration afin de satisfaire aux besoins de main-d'œuvre de l’économie française.
De nombreux juifs marocains, souvent en transit pour Israël, sont logés dans des centres de transit ou d'« accueil ». Leur liberté de mouvement est entravée, les contacts avec la population locale difficiles et les conditions de travail précaires.

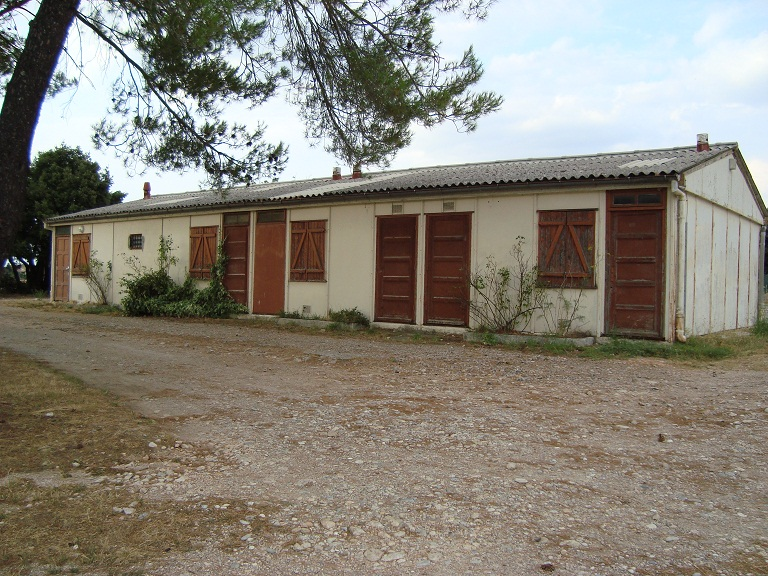
Hameau de forestage de Montmeyan, où les harki rappatriés travaillaient à des opérations de reboisage.

Après les accords d'Evian (18 mars 1962) et les massacres de l’été 1962, le décret du 8 août 1962 met en place un dispositif officiel d’accueil pour les harkis. Les familles sont logées dans les baraquements de camps militaires, qui ont parfois servi pour d’autres populations (Espagnols, Algériens suspectés d’appartenir au FLN, Indochinois) : « camps de transit » du Larzac et de Bourg-Lastic (Puy-de-Dôme), puis celui de Rivesaltes (Pyrénées-Orientales), de Sainte-Livrade près de Villeneuve-sur-Lot, de Saint-Maurice-l'Ardoise et Lascours, situés sur la commune de Saint-Laurent-des-Arbres (Gard), de La Rye (Vienne), de Bias (Lot-et-Garonne).
Stricto sensu, les Français d'Algérie de toutes confessions se repliant en France après les accords d'Évian ne peuvent être considérés comme des immigrés, étant nés français.
En 1962, 1 000 000 de personnes se réfugient en France.
Entre 1962 et 1969, quelque 42 500 personnes ont transité par ces camps, censés éviter un déracinement brutal aux familles et les protéger contre d’éventuelles représailles du FLN. On distingue deux types de camps, les « hameaux forestiers », perdus en pleine campagne et les cités urbaines (logements Sonacotra) à la périphérie des villes.
Le 31 janvier 1964, les préfets reçoivent du ministre des Rapatriés du gouvernement Pompidou, François Missoffe, une note indiquant : « Vous ne devez reloger les anciens harkis qu’après avoir relogé tous les rapatriés [c’est-à-dire les Pieds-noirs] demandeurs de logement et particulièrement mal logés [...] ».
Ainsi le provisoire va durer vingt ans et même plus. Selon la juriste Catherine Wihtol de Wenden, cette situation :

« [...] favorise la marginalisation de populations trop coupées du reste de la société et maintenues dans une position d’assistés par l’encadrement social et administratif des cités et hameaux. Un encadrement qui a donné l’habitude, voire le goût, d’un certain contrôle social et enfermé parfois les populations dans une logique identitaire que le clientélisme associatif et politique a pu renforcer. »

### Les années 1970: grèves des loyers et durcissement de la politique d'immigration

#### Circulaire Marcellin – Fontanet (1972)
La crise économique des années 1970 et la fin du plein emploi, en partie provoquée par le choc pétrolier de 1973, pousse l'État à limiter les flux migratoires.
En 1972, les circulaires Marcellin – Fontanet, lient l’attribution d’une carte de séjour à la possession d’un permis de travail et d'un logement décent, et limitent les procédures de régularisation.
Celles-ci plongent 83 % des travailleurs immigrés dans l'illégalité, et Saïd Bouziri, un étudiant immigré, entame alors une grève de la faim avec sa femme enceinte.

#### Révolte des immigrés
Le jour où Bouziri devait être expulsé, deux mille personnes, dont Jean-Paul Sartre, Michel Foucault, des travailleurs immigrés, des syndicalistes CFDT, des chrétiens, des membres de la Gauche prolétarienne, etc., manifestent. Fin novembre 1972, les soutiens de Bouziri créent le Comité de Défense de la Vie et des Droits des Travailleurs Immigrés (CDVDTI, dont fait partie la philosophe-poète Geneviève Clancy), qui exige la délivrance des permis de travail. De nouvelles grèves ont lieu en décembre 1972 (à Valence) et en 1973.
La même année, quatre énarques qui ont toujours voulu rester anonymes, créent le Groupe d'information et de soutien des immigrés (GISTI), qui tient sa première permanence à la Cimade, et dont le but sera de faire échec à toutes les mesures gouvernementales tendant à réduire l'immigration.
En 1972, 16 000 boat people fuyant la guerre du vietnam viennent en France.
Le 1er avril 1973, 4 000 sans-papiers se réunissent à La Mutualité, à Paris. En juillet 1973, alors qu'une grève de la faim illimitée a été déclarée à Ménilmontant, Georges Gorse, ministre du Travail, de l’Emploi et de la Population du gouvernement Messmer effectue la première régularisation générale par le biais d'une circulaire. 35 000 travailleurs étrangers en situation irrégulière sont alors régularisés.
Le 3 septembre 1973, puis le 14, une « grève générale des travailleurs arabes » est lancée dans les usines avec le Mouvement des travailleurs arabes (MTA, fondé en 1972), ce qui suscite certaines tensions avec la Ligue communiste révolutionnaire (LCR) et certains maoïstes, qui l'accusent de « diviser la classe ouvrière ». Une deuxième vague de grèves a lieu, dans le secteur de l'agriculture. Puis le nouveau ministre de l'Intérieur, Michel Poniatowski, nommé en mai 1974 par Valéry Giscard d'Estaing, tout juste élu président, décide de ne plus respecter la coutume de l'asile offerte par les églises : les grévistes sont expulsés de celles-ci.
Le Gisti (Groupe d'information et de soutien aux travailleurs immigrés), nouvellement créé, remporte alors sa première grande victoire juridique, en faisant annuler la circulaire Fontanet par un arrêt du Conseil d'État. Cette association atypique, fondée par des juristes et des travailleurs sociaux, qui tente de faire usage du droit contre l'État lui-même, joue un rôle décisif dans la transformation de l'appréhension, par la gauche, de la cause des immigrés, d'un problème économique et social (questions de main-d'œuvre et de lutte des classes), à un problème de droit. Ainsi, à la fin des années 1970 et au début des années 1980, de nouvelles revendications émergent, telles que le droit de vote, le droit à devenir français, le droit à l’égalité.

#### Droit au regroupement familial (1974)
L'année 1974 marque la fin du baby boom et la fin des Trente Glorieuses. L’immigration contribue à retarder le vieillissement de la population, sans toutefois résoudre complètement ce problème à elle seule.
Le 5 juillet 1974, peu après les ratonnades de 1973 dans le sud Valéry Giscard d’Estaing, nouveau président de la République, décide d'interrompre l'immigration, sauf les regroupements familiaux qui formeront désormais la plus grande partie de l’immigration légale : le droit au regroupement familial est instauré, qui permet aux immigrés de faire venir leur famille.
Giscard d'Estaing essaie de favoriser le retour vers le pays d'origine en offrant une prime au retour (en 1978, le « million Stoléru », soit 10 000 francs, environ 5 800 euros de 2018).
Paris prend ainsi acte de ce que l'immigration professionnelle ne peut être considérée simplement comme une immigration « provisoire ».

#### Grève des loyers (1976)
Dans les années 1970, les migrants en provenance du Maghreb sont logés dans des foyers ouvriers.
En 1976, un décret prévoit de ne pas renouveler les cartes de séjour des étrangers sans ressources ou qui ont quitté le territoire depuis plus de six mois.
En 1976, une grève des loyers organisée par le Mouvement des travailleurs arabes (MTA), démarre contre la Sonacotra. Invoquant des « troubles à l'ordre public », l'État expulse alors dix-huit migrants.
Le 10 novembre 1978, un arrêt de principe du Conseil d'État, sur saisine du GISTI, annule les dispositions du décret qui subordonne le regroupement familial à l'engagement de ne pas travailler.
En 1980, la loi 80-9 Bonnet durcit les conditions d’entrée sur le territoire français et prévoit l’expulsion des étrangers entrés sur le territoire sans autorisation (immigrés clandestins).
Déclenchant des grèves de la faim, la loi est partiellement suspendue : le 2 avril, à Lyon, un mouvement de protestation où un pasteur (Jean Costil), un prêtre (Christian Delorme) et un immigré algérien (Hamid Boukhrouma) font une grève de la faim, entraîne la suspension de ces mesures. Tandis que le chômage se développe chez les immigrés, le 10 mai 1980, une marche est organisée par le Parti socialiste, le PSU, la CFDT, et la Ligue des droits de l'homme contre le projet de Lionel Stoléru, alors secrétaire d'État auprès du ministre du Travail, tendant à arrêter l'immigration, à ne pas renouveler les permis de travail des étrangers au chômage, et à favoriser leur retour au pays. Le 7 juin 1980, une nouvelle manifestation est organisée dans plusieurs villes à l'appel des mêmes associations auxquelles s'est jointe la Fédération de l'Éducation nationale, pour former une Fédération des associations de solidarité avec les travailleurs immigrés (FASTI).

## Années 1980 et 1990: l'immigration devient un sujet politique majeur

### Régularisation massive (1981)
Après l'élection, en 1981, du candidat de la gauche, François Mitterrand, plusieurs membres fondateurs du GISTI sont appelés dans les cabinets ministériels. Le nouveau gouvernement socialiste procède à une régularisation massive d'étrangers en situation irrégulière (130 000 personnes), assouplit les conditions de séjour des immigrés en annulant la loi Bonnet et supprime la prime d’aide au retour. La 80e des 110 Propositions, issue du Programme commun de la gauche, prévoit l'instauration du droit de vote des étrangers, mais celui-ci n'est finalement pas mis en œuvre.
En 1982, les migrants s'organisent, avec la création de l'Association des travailleurs maghrébins de France.
En 1983, le Front national remporte sa première ville, Dreux.
La même année, la marche des Beurs revendique l'égalité des droits pour les enfants d'immigrés, porteurs de la nationalité française, mais sujets à certaines discriminations. Le terme « travailleur immigré » est alors progressivement remplacé par celui d' « immigré » à mesure que les Français réalisent que cette immigration n'est plus provisoire.
En 1984, la loi no 84-622 instaure un titre unique de séjour de dix ans, dissocié du titre de travail. Dans le même temps le gouvernement propose à nouveau une aide à la réinsertion des travailleurs étrangers dans leur pays d’origine.
En 1986, lors du changement de pouvoir, le ministre de l’Intérieur, Charles Pasqua, fait adopter par le Parlement la loi no 86-1025 du 9 septembre 1986, relative aux conditions d’entrée et de séjour des étrangers en France, qui restreint l’accès à la carte de résident et facilite les expulsions d’étrangers en situation irrégulière. Le 18 octobre, l’expulsion de 101 Maliens déclenche une vague de protestations.
En 1988, l’Office national d’immigration devient l’Office des migrations internationales (en 2005 ses attributions sont reprises par l’Agence nationale d’accueil des étrangers et des migrations (ANAEM)).
En 1989, la loi Pasqua est en partie adoucie.

### La misère du monde (1990)
En 1990, le premier ministre, Michel Rocard (PS), déclare : « […] je pense que nous ne pouvons pas héberger toute la misère du monde, que la France doit rester ce qu’elle est, une terre d’asile politique […], mais pas plus ». Le gouvernement crée le Haut Conseil à l'intégration, organisme consultatif. En juillet 1991, après la phrase de Jacques Chirac sur « le bruit et l'odeur », le gouvernement d'Édith Cresson envisage la mise en place de charters collectifs. Une grève de la faim est organisée par des déboutés du droit d'asile dans l'église Saint-Joseph, à Paris.
Alors que les discours anti-immigration (que certains, dont la Licra, qualifient publiquement de xénophobe) du Front national rencontrent de plus en plus d'écho dans la société française, dans un contexte de crise économique, le Mouvement de l'immigration et des banlieues (MIB), particulièrement critique de SOS Racisme, est créé dans les années 1990. Il milite en particulier contre la « double peine » (expulsion des étrangers condamnés à des peines de prison, la peine d'expulsion venant redoubler la peine de droit commun).
La chute du mur de Berlin (1989) a aussi des conséquences directes sur le droit d'asile tandis que la montée en puissance du Front national fait de la répression de l'immigration un enjeu électoral, omniprésent pendant l'été 1991. Alors que Giscard propose l'abandon du droit du sol en évoquant le risque d'une « invasion », le 20 juin 1991, le premier ministre Édith Cresson compare « le langage de Jacques Chirac » à celui de Le Pen, en particulier après la sortie du maire de Paris et président du RPR sur « le bruit et l'odeur » (titre d'un album du même nom du groupe Zebda, tandis que le groupe de rap La Rumeur y fera aussi allusion).

### Loi contre le travail clandestin et le séjour irréguliers d'étrangers (1991)

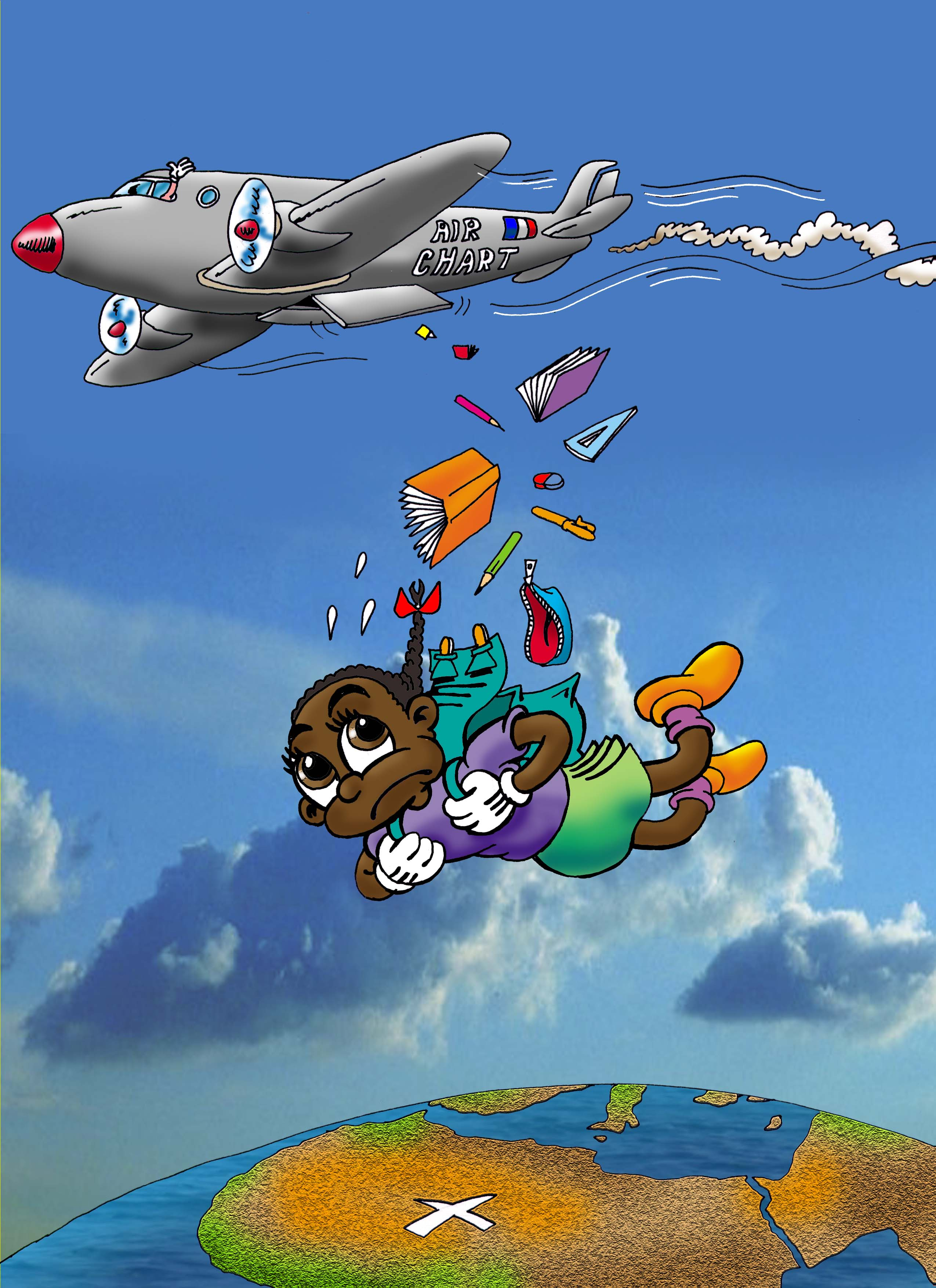
Caricature du mouvement contre le racisme et pour l'amitié entre les peuples contre la politique d'expulsions de la France, 2007.

Mais début juillet 1991, le gouvernement Édith Cresson annonce un nouveau train de mesures pour la « maîtrise de l'immigration », perçu par la presse comme un durcissement du PS sur les questions d'immigration. Celles-ci concernent aussi bien le visa (création du visa de transit), le certificat d'hébergement, le travail au noir, le droit d'asile et la régularisation. Tout en souhaitant se démarquer de Pasqua, Cresson évoque ainsi, le 8 juillet 1991, la mise en place de charters collectifs pour les expulsions d'étrangers en situation irrégulière. Le député PS du Nord, Umberto Battist, critique ces mesures, affirmant l'inefficacité de désigner des « bouc-émissaires » ainsi que de « courir derrière Chirac qui court lui-même derrière Le Pen ». Les déboutés du droit d'asile manifestent leur colère, une grève de la faim étant organisée à l'église Saint-Joseph à Paris ; la circulaire annoncée par Jean-Louis Bianco, titulaire du nouveau portefeuille de l'Intégration qui se rajoute aux Affaires Sociales, prévoyait la régularisation d'un débouté du droit d'asile sur quatre, sur un total de 100 000 déboutés. Au total, seulement 15 000 déboutés du droit d'asile ont été régularisés. Le gouvernement Cresson promulgue le 31 décembre 1991 la loi no 91-1383 « renforçant la lutte contre le travail clandestin et la lutte contre l'organisation de l'entrée et du séjour irréguliers d'étrangers en France ».
L'année suivante, le ministre de l'Intérieur Philippe Marchand, qui a été reconduit dans ses fonctions, crée les zones de transit (rebaptisées zones d'attente par la loi Quilès de 1992) permettant de retenir pendant 20 jours les étrangers refoulés aux frontières.
C'est aussi sous le gouvernement Cresson que les circulaires du 26 septembre 1991 et du 19 décembre 1991, préparées par le gouvernement Rocard, sont promulguées. Celles-ci interdisent d'une part aux demandeurs d'asile de travailler, les plongeant dans une situation d'assistance; d'autre part, la seconde crée pour les réfugiés statutaires les centres d'accueil de demandeurs d'asile (CADA). Cette politique de restriction de l'asile visait principalement à limiter l'afflux de réfugiés venus d'Europe de l'Est.

### Loi Pasqua (22 juillet 1993)
Avec la loi du 22 juillet 1993, un enfant étranger né en France doit « manifester sa volonté » pour être naturalisé à sa majorité.
Les législatives de mars 1993 sont remportées par la droite, ce qui ouvre la deuxième cohabitation sous l'égide d'Édouard Balladur. Deux lois restreignant l'immigration sont à nouveau votées, l'une réformant le Code de la nationalité, l'autre, une nouvelle loi Pasqua, durcissant à nouveau les conditions d'entrée et de séjour des étrangers en France par rapport à la loi de 1986. Dorénavant, les étrangers nés en France doivent manifester, à l'accession à la majorité légale, leur volonté explicite d'obtenir la nationalité française pour devenir Français: le simple fait d'être né en France n'accorde aucun droit automatique à la nationalité française.

### Sans papiers: premières occupations (1996)
Pendant l’été 1996, des manifestations en faveur de la régularisation des étrangers en situation irrégulière (que leurs défenseurs appellent « sans-papiers ») aboutissent à l’occupation de plusieurs bâtiments publics.
En août, la police expulse par la force 300 Maliens et Sénégalais qui occupent l'Église Saint-Bernard, à Paris.
Le mouvement est soutenu par plusieurs collectifs : « Des papiers pour tous », « Boycottez-Harcelez Air France », « Collectif anti-expulsion », etc. 15 000 personnes défilent à Paris, le 28 septembre 1996, en soutien aux étrangers en situation irrégulière.
Cependant, dès novembre 1996, le gouvernement Juppé annonce un nouveau projet de loi, permettant la régularisation de certaines catégories d'étrangers en situation irrégulière, mais durcissant la législation en vigueur pour le reste. Le projet de loi prévoit en particulier d'obliger les personnes hébergeant des étrangers à déclarer à la préfecture le départ de ceux-ci, ce que certains interprètent comme encouragements d'un autre âge à la délation. Des pétitions protestant contre ces mesures recueillent alors des dizaines de milliers de signatures; la gauche parlementaire emboîte le pas, forçant le gouvernement à retirer cette mesure lors de l'examen au Parlement du projet de loi.
En avril 1997, la loi Debré est abrogée après un mouvement soutenu notamment par des réalisateurs de cinéma.

### Les lois Guigou et RESEDA (1998)

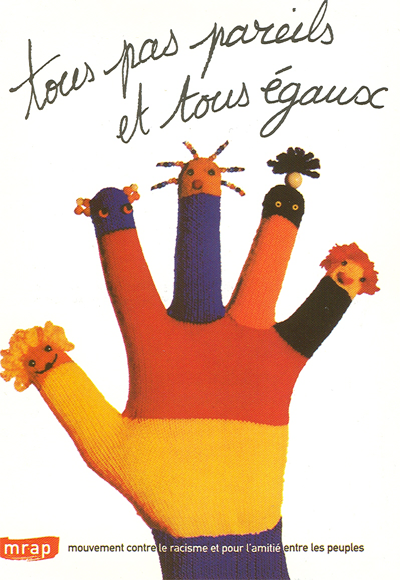
« Tous pas pareils et tous égaux », carte postale du Mouvement contre le racisme et pour l'amitié entre les peuples, 21 mars 1997, journée internationale pour l'élimination de la discrimination raciale.

Peu après, le nouveau gouvernement de Lionel Jospin lance un nouveau processus de régularisation d’étrangers en situation irrégulière : 80 000 sans-papiers sont régularisés par la circulaire Chevènement. Celui-ci annonce cependant le lendemain une « politique d'immigration généreuse mais ferme », tandis que le gouvernement confie, en juillet 1997, à Patrick Weil une commission visant à préparer une (nouvelle) réforme des règles concernant l'entrée et le séjour des étrangers en France. Deux projets de loi, l'un réformant la nationalité (loi Guigou de 1998), l'autre l'entrée et le séjour des étrangers ([loi Chevènement ou RESEDA), sont adoptés, alors que la « gauche plurielle » renonce de facto à abroger les lois Pasqua-Debré.
La loi Guigou rétablit le 16 mars 1998 l’acquisition automatique de la nationalité à la majorité de l'enfant, en supprimant la manifestation de volonté exigée, par la loi Pasqua, du mineur né en France de parents étrangers, à l'accession à la majorité légale, afin d'obtenir la nationalité française, renouant ainsi avec la pratique en vigueur depuis 1889. La loi du 16 mars 1998 renforce ainsi le droit du sol auquel est associé une obligation de résidence sur le territoire français.

## Depuis 2000: un statut en perpétuelle évolution
Depuis les années 2000, la population française s'accroît en moyenne de 300 000 personnes par an, l'immigration y contribuant pour environ 30 %.

### Le centre de Sangatte (1999)
La libération du Kosovo par l'UÇK (Ushtria Çlirimtare Kosovës) en 1999, amène de nombreux Kosovars à fuir leur pays, et arrivent à Calais pour embarquer en Grande-Bretagne, où les immigrés clandestins peuvent plus facilement trouver du travail, et où ils ont parfois de la famille ou des amis,.
Là où les réfugiés tentent d'embarquer pour la Grande-Bretagne, commence à se former des squats et des campements : au terminal portuaire des ferries, puis dans les rues de Calais, ainsi qu'à côté du terminal d'Eurotunnel à Coquelles. Certains réfugiés tentent de s'embarquer dans des camions en stationnement aux alentours de Calais, formant d'autres camps : Norrent-Fontes (Camps de la Marnière), Loon-Plage, Saint-Georges-sur-l'Aa, Téteghem, Grande-Synthe (camps Basroch - Liniere), ainsi que sur des aires de repos de l'Autoroute A 16, entraînant leur fermeture. Des associations, au risque d'être condamné pour délit de solidarité, apportent aux migrants de la nourriture, vêtements et soins[réf. nécessaire].
Pour loger 80 réfugiés à Calais, le préfet réquisitionne le hangar Bore sous le « dispositif d’accueil des réfugiés du Kosovo », mais le fait fermer le 1er juin 1999.
En 1999, 14 260 étrangers dépourvus de titre de séjour sont placés dans les différents centres de rétention administrative (CRA) de France.
Entre 1999 et 2006, le nombre de centre d'accueil de demandeurs d'asile en France (CADA) augmente de 63 à 255 avec un nombre de places de 3 781 à 19 424, mais pas plus de la moitié des demandeurs d’asile ne sont hébergés.
En 1999, le gouvernement Jospin crée un centre d'hébergement et d'accueil d'urgence humanitaire pour 800 personnes, dans un hangar de 27 000 m2 d'Eurotunnel à Sangatte, administré par la Croix-Rouge. L'inconvénient est que le centre crée un appel d'air et rapidement 1 800 réfugiés Afghans (majoritaire), Iraniens, Kurdes et Irakiens s'y installent, amenant les conditions sanitaires et sécuritaires de l'hébergement à devenir précaires et sources de tensions y compris avec la population locale : des émeutes ont lieu en 2001 et 2002. Alors, sous la demande du ministère britannique de David Blunkett, le ministre de l'Intérieur, Nicolas Sarkozy, ordonne la fermeture et le démantèlement du centre de Sangatte le 16 décembre 2002 , ,.
Les migrants qui ne s'échappent pas, sont emmenés en car dans des centre de rétention administrative (CRA). Les migrants qui ont réussi à fuir, se dispersent à divers endroits du littoral calaisien et le long des autoroutes A 16 et A 26, dans des abris de fortune.

### La jungle de Calais (2002)

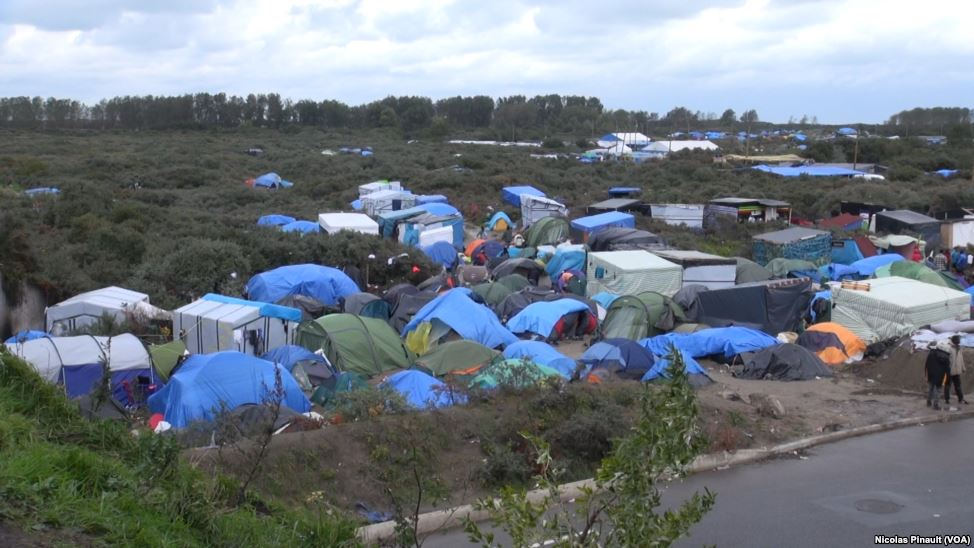
Jungle de Calais en 2015.

La jungle de Calais se forme aux alentours du port puis dans une forêt à proximité, accueillant jusqu'à 20 000 réfugiés, principalement des migrants parlant le farsi (nom local de la langue majoritaire en Iran (Perse) et de territoires aujourd'hui afghans), et qui traduisent « forêt » par « jangal », donnant le mot « jungle ».
Jusqu'en 2001, le nombre d'expulsion du territoire a été relativement stable, autour de 9 000 personnes par an. Le nombre d'éloignements d'étrangers en situation irrégulière a fortement augmenté depuis pour atteindre 20 000 en 2005, puis 24 000 en 2007.
Selon le ministère de l'Immigration, sur 96 109 ressortissants étrangers en situation irrégulière interpellés en 2009 en France métropolitaine, 85 101 ont fait l'objet d'une décision d'éloignement et 29 288 ont été effectivement reconduits dans leur pays d'origine, de manière volontaire (8 268) ou contrainte (21 020).
Les reconduites à la frontière devaient passer de 28 000 en 2010 à 30 000 en 2011 et elles ont atteint 33 000. En 2014, elles ont atteint 27 606.
Entre 2001 et 2003, le nombre d'étrangers dépourvus de titre de séjour passant de 16 291 à 28 220, les différents centres de rétention administrative (CRA) sont saturés, alors entre 2004 et 2010, douze nouveaux CRA sont construits dans plusieurs villes de France, dont un en 2004 à Coquelles.

### Directive 2003/9/CE du Conseil Européen (2003)
Au cours des années 2000, l’immigration est de plus en plus traitée au niveau de l’Union européenne, qui adopte ainsi en 2003 une directive sur le regroupement familial et tente d’harmoniser les politiques d’immigration des pays membres. La directive 2003/9/CE du Conseil du 27 janvier 2003 fixe des normes minimales pour l’accueil des demandeurs d’asile dans les États membres, tout en leur laissant une grande marge de manœuvre, tandis que l'externalisation de l'asile est à l'ordre du jour.
Depuis 2003, la guerre du Darfour pousse de nombreux Soudanais à suivre leurs voisins Somaliens, qui étant en guerre civile, se réfugient en Grande-Bretagne, mais se trouvent bloqués en France, notamment dans le camp de Loon-Plage, où vivent en permanence une cinquantaine de personnes.
Le 26 novembre 2003, la loi du 26 novembre 2003, relative à la maîtrise de l’immigration, au séjour des étrangers en France et à la nationalité modifie à nouveau le statut des étrangers en subordonnant la délivrance de la carte de résident à un critère d’intégration. Elle renforce également la lutte contre l’immigration clandestine et restreint l’application du système dit de la « double peine ». Pour de nombreuses associations, ce durcissement de la législation se fait au détriment des droits fondamentaux des étrangers (mauvais traitements, décès, état déplorable des centres de rétention et des zones d’attente…), qui pour elles sont traités comme des criminels par l’administration, alors qu’ils sont dans de nombreux cas mis en situation irrégulière par un refus de cette même administration de régulariser leur situation ou de renouveler leurs titres de séjour.

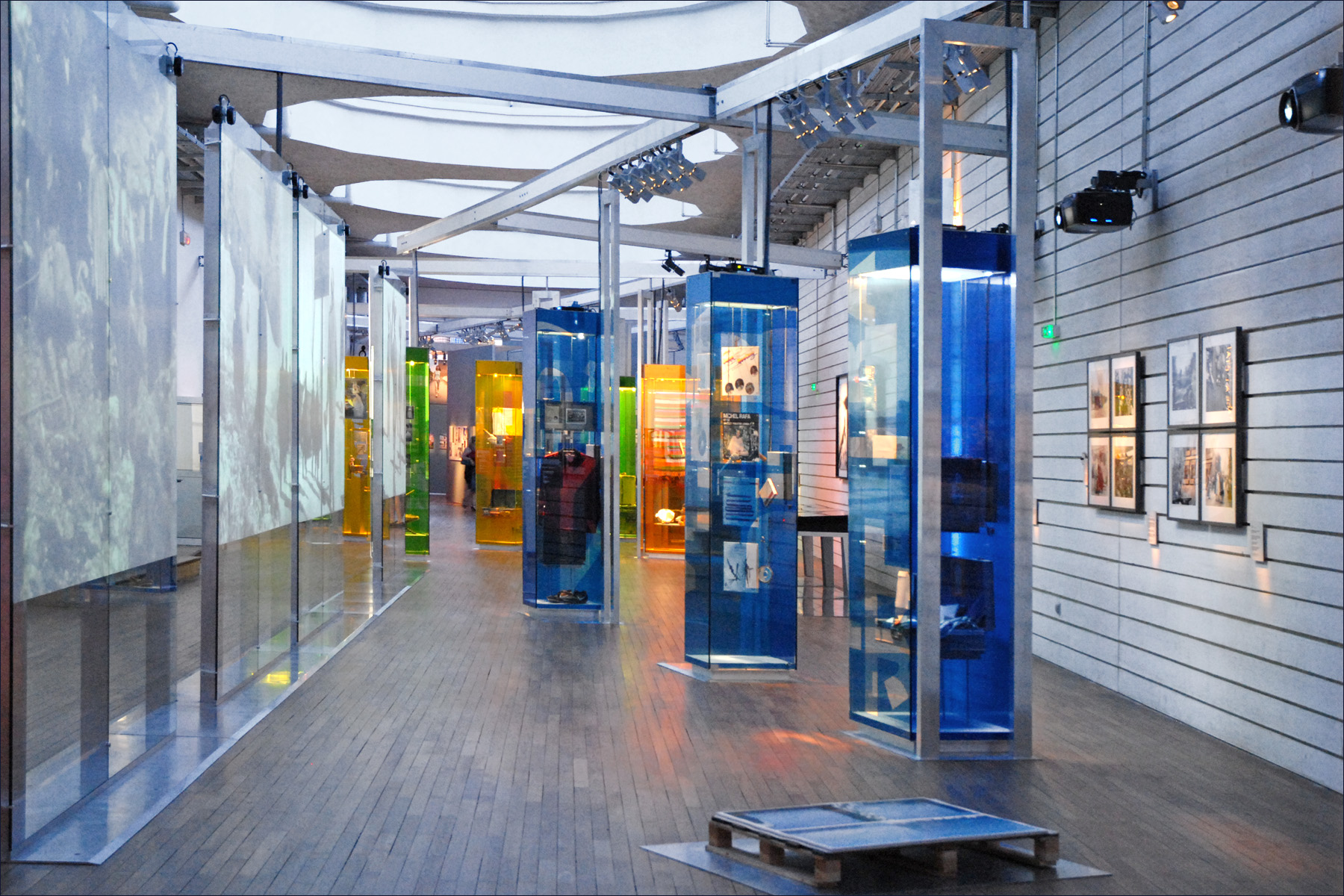
Exposition permanente de la Cité nationale de l'histoire de l'immigration, juin 2009.

Parallèlement, le président Jacques Chirac accède à la demande de l'Association pour un musée de l'immigration, créée en 1990 par un comité d'historiens (Gérard Noiriel, Pierre Milza, Patrick Weil, etc.), et lance la construction de la Cité nationale de l'histoire de l'immigration, afin de rendre hommage à l'apport des immigrés à la construction de la France. Ouvert en 2007, le musée, finalement nommé Musée de l'histoire de l'immigration, est situé dans le Palais de la Porte Dorée, construit lors de l'Exposition coloniale de 1931, vidé de ses collections parties au Musée que Quai Branly, et qu'on ne peut démolir, sa façade étant classée.
Au niveau de la société civile, les politiques de plus en plus répressives suscitent l'indignation d'une partie de l'opinion. En 2004, le Réseau éducation sans frontières (RESF) s'oppose à ce qu'il qualifie de « rafles ».
Les 4 et 5 novembre 2004, le Conseil européen a adopté le programme de La Haye qui prévoit dix priorités relatives à l'espace de liberté, de sécurité et de justice adoptées, dont trois concerne l'immigration ainsi qu'une politique d'« externalisation de l'asile » (ouverture de bureau à Nouadhibou en Mauritanie, à Adrar et aux Rochers, près de Tamanrasset en Algérie).
En janvier 2005, l’Office des migrations internationales devient l’Agence nationale de l’accueil des étrangers et des migrations (ANAEM) après sa fusion avec le Service social d’aide aux émigrants (SSAE). La création de l’agence traduit la montée progressive des notions d’accueil, au fil des missions sans cesse croissantes que l’État lui attribue.

### Loi de l'immigration et l'intégration (2006)
En juillet 2006, la loi relative à l'immigration et à l'intégration, à l’initiative du ministre de l’Intérieur, Nicolas Sarkozy porte de 12 à 19 mois le délai au terme duquel un étranger en séjour régulier en France peut solliciter un regroupement familial pour les membres de sa famille proche. Cette loi autorise aussi le recours à de la main-d’œuvre étrangère, suspendu depuis 1974, sans avoir à justifier qu’il n’y a pas de nuisance à des demandeurs d’emploi en France. Cette mesure est limitée à quelques professions telles que l’hôtellerie-restauration, la construction et les travaux publics, les travaux saisonniers, les professions commerciales. La loi met en place la carte de séjour « compétences et talents ». Le terme d’« immigration choisie », utilisé lors de la présentation du projet de loi, a toutefois été critiqué par de nombreuses associations.

### Ministère de l'Immigration (2007)

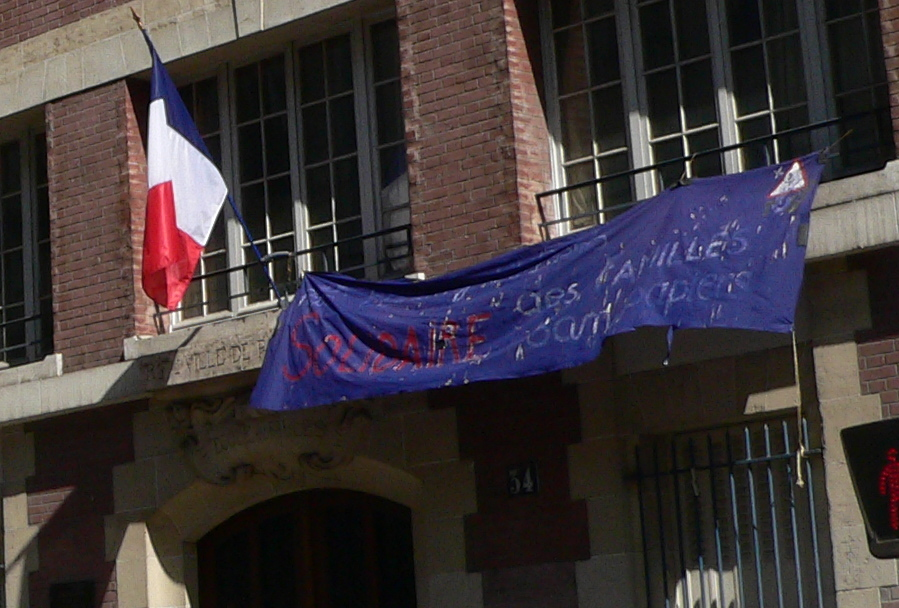
Banderole de soutien aux sans-papiers déployée à côté du siège de campagne de Nicolas Sarkozy.

En 2007, la France voit sa présidence rester sous le parti politique de la droite, l'UMP, en passant de Jacques Chirac à Nicolas Sarkozy. Ce dernier crée le Ministère de l'Immigration, de l'Intégration, de l'Identité nationale et du Codéveloppement.
En protestation, huit universitaires membres des instances de la Cité de l'immigration (Patrick Weil, Gérard Noiriel, Nancy L. Green, Patrick Simon, Vincent Viet, Marie-Christine Volovitch-Tavarès, Marie-Claude Blanc-Chaléard, Geneviève Dreyfus-Armand) démissionnent.
Le jour de l'inauguration de la Cité nationale de l'histoire de l'immigration, ni le président, ni le ministre de l'Immigration, Brice Hortefeux, ne sont présents. Le ministère de l'Immigration est occupé de 2007 à 2009 par Brice Hortefeux puis par Éric Besson jusqu'à sa suppression en 2010.
Le ministre Brice Hortefeux s'était fixé comme objectif d'éloigner du territoire français 25 000 étrangers qui y séjournent illégalement au cours de l'année 2007. Le coût des actions du ministère (centres de rétention, effectifs de la Police de l'air et des frontières, billets d'avion) est estimé dans Les Échos à 687 millions d'euros en 2007. Cela représente plus de 27 000 € par personne reconduite si l'on considère 25 000 personnes. Les coûts indirects, comme les policiers mobilisés pour les contrôles d'identité, sont beaucoup plus difficiles à estimer.
Depuis janvier 2007, dans les CRA (Centre de rétention administrative), de nombreuses révoltes de migrants sont matées : Salem Souli, un migrant malade, décédera au centre de rétention administrative Paris 1 le 21 juin 2008, conduisant à un incendie des CRA n°1 et n°2. Des manifestations de solidarité avaient régulièrement lieu à l'extérieur des CRA.
Depuis 2007, des accords de gestion concertée des flux migratoires et de codéveloppement ont conditionné l'aide publique au développement à la prise de mesures par les États du Sud visant à restreindre l'émigration. Le premier accord de ce genre a été signé en juillet 2007 avec le Gabon, accord entré en vigueur en septembre 2008. L'accord a été raillé par l'opposition socialiste, en particulier par les députés Serge Blisko et Jean-Pierre Brard, qui notent que sur 5 000 à 6 000 Gabonais accueillis en France, moins de 200 seraient en situation irrégulière, tandis que 10 000 Français résident au Gabon, dont 1 000 à 2 000 seraient sans papiers. Des accords avec le Cap-Vert, l'Île Maurice, et le Burkina Faso ont aussi été signés, mais non ratifiés. Des accords avec la République démocratique du Congo, le Bénin, le Sénégal et la Tunisie ont été ratifiés le 25 mai 2009.
Les associations de défense des étrangers s'opposent à ce type d'accords, qui selon elles sont non seulement « déséquilibrés », mais « portent en eux des risques importants de violation des droits des migrants ».
Depuis 2007, le Bangladesh souffre d'une intense corruption poussant de nombreux Bangladais à l'exil, et désirant embarquer en Grande-Bretagne, ils se retrouvent coincés eux aussi sur le littoral de la Manche.
En novembre 2007, le gouvernement propose le vote de la loi visant à restreindre l'immigration afin d'appliquer la volonté politique du président de la République d'avoir une « immigration choisie ». Cette loi est accompagnée d'un amendement concernant la maîtrise de la langue française, que le journal Le Monde considère susceptible de créer des difficultés aux migrants et aux couples mixtes.

### Grèves des travailleurs étrangers (2008)
Bien que l'emploi de travailleurs étrangers en situation irrégulière était déjà interdit par la loi Pasqua de 1993, le décret de juillet 2007 institue une double peine qui se traduit par une augmentation du nombre de contrôles d'identité, d'arrestations et d'expulsions et cause de nombreux licenciements de travailleurs étrangers.
Le 15 avril 2008, la Confédération générale du travail et l'association Droits devant ! soutiennent trois cents travailleurs étrangers en situation irrégulière qui occupent une vingtaine d'entreprises d'Île-de-France. Le mouvement prendra fin en septembre.
Le lien entre gestion des flux migratoires et codéveloppement est dénoncé par la Cimade, qui affirme, en 2008, dans son analyse du rapport de la Commission Mazeaud sur le cadre constitutionnel de la nouvelle politique d'immigration, rapport qui vise à généraliser ce lien, que : « Le développement est un droit reconnu par les Nations unies et ne saurait faire l'objet de conditionnalité, quelle qu'elle soit. Conditionner l'aide publique au développement au contrôle des flux migratoires constitue un chantage d'autant plus inacceptable que certaines politiques économiques et commerciales européennes sont loin d'être neutres sur les phénomènes migratoires. ».
Néanmoins, « la Cimade se félicite de la position exprimée par la commission de refus des quotas d’immigration et de la création d’une juridiction unique [pour le droit des étrangers] ».
Du 1er juin 2007 au 31 mai 2008, 29 796 reconduites effectives d'étrangers irréguliers à la frontière ont été emmenés dans leurs pays d'origine ,.
En 2008, sur un total d'éloignements volontaires et contraints de 29 796, le nombre des renvois forcés s'est élevé à 19 724.
En 2009, la France a renvoyé dans leur pays 29 288 étranger en situation irrégulière. C'est 1,7 % de moins qu'en 2008, mais plus que l'objectif de 27 000 définit par le gouvernement Fillon. Ce chiffre n'établit pas de distinction entre expulsions et retours volontaires.
La guerre djibouto-érythréenne (2008) met en place une dictature qui fait arriver de nombreux érythréens en France.

### Office français de l'immigration (2009)

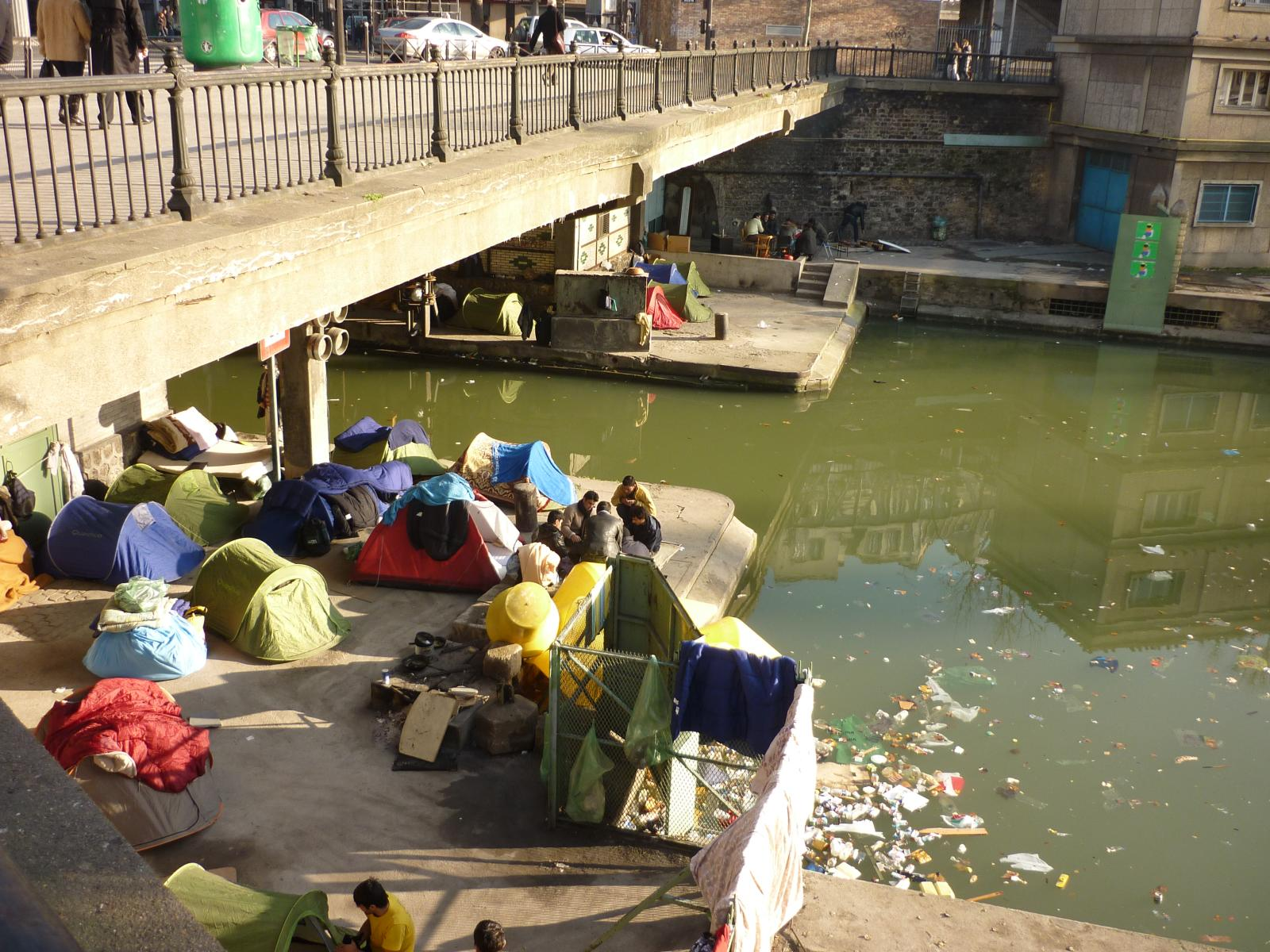
Réfugiés afghans vivant près du canal Saint-Martin, janvier 2010.

En mars 2009, le gouvernement François Fillon crée Office français de l'immigration et de l'intégration, placé sous la tutelle du Ministère de l'Immigration, puis en 2010, du ministère de l'intérieur, de l'outre-mer, des collectivités territoriales et de l'immigration.
En mars 2009, Philippe Lioret sort Welcom, un film sur les immigrés de la Jungle de Calais et le délit de solidarité. Éric Besson déclarera que « le délit de solidarité n'existe pas», mais le député socialiste Daniel Goldberg dépose une proposition de loi visant à dépénaliser le délit de solidarité, qui est rejetée à l'Assemblée nationale le 30 avril 2009. Une autre proposition de loi a été déposée par le groupe communiste du Sénat, mais non discutée.
En 2009, plus de 20 000 étrangers en situation irrégulière ont été régularisés en France.
Selon le ministère de l'Immigration, sur 96 109 ressortissants étrangers en situation irrégulière interpellés en 2009 en France métropolitaine, 85 101 ont fait l'objet d'une décision d'éloignement et 29 288 ont été reconduits dans leur pays d'origine.
Selon les Nations unies, en l'absence de migrations, dans les cinquante ans à venir, lvu la faible natalité de l'Union européenne, sa population diminuerait de 43 millions. Pour éviter cela, elle a donc besoin de 43 millions d'immigrants, soit presque un million par an.
Selon le rapport 2009 de la Cimade (Comité inter mouvements auprès des évacués), plus de 35 500 étrangers ont été placés en centre de rétention administrative en 2009 (32 268 en 2008), parmi lesquels 318 enfants dont 80 % avaient moins de 10 ans. Les mineurs ne peuvent pas faire l'objet d'une mesure d'éloignement. Ils peuvent cependant être retenus avec leurs parents dans les CRA, s'ils font l'objet d'une procédure de reconduite à la frontière.
En 2010, en France, sur 64, 7 millions d'habitants, 3,6 étaient né en Europe des 27 et 5,1 millions étaient nés en dehors de l'Europe des 27.
En 2010, le ministère de l'Immigration est supprimé.

### Loi de l'immigration, l'intégration et de l'asile (2011)
Après quatre ans de débat, le projet de loi visant à restreindre l'immigration, porté successivement par les ministres Éric Besson, Brice Hortefeux et Claude Guéant, a été voté en seconde lecture par l'Assemblée nationale le 15 mars 2011 et au Sénat en avril 2011, et définitivement adoptée par le Parlement le 11 mai 2011. Saisi par un recours de députés PS, le Conseil constitutionnel a validé le 9 juin 2011 l'essentiel de cette loi sur l'immigration, censurant partiellement un seul de ses 111 articles, relatif à la rétention administrative des étrangers. Il a précisément jugé contraire à la Constitution la possibilité de rallonger jusqu'à 18 mois la durée de rétention des étrangers condamnés pour des activités à caractère terroriste et ayant purgé leur peine.
Dans les pays de l'Union européenne, une directive communautaire a fixé la durée maximale de la rétention à six mois.
La crise alimentaire de 2011 dans la Corne de l'Afrique pousse de nombreux Somalien, Éthiopiens et Soudanais vers la Grande-Bretagne.

### Affaire Leonarda (2013)

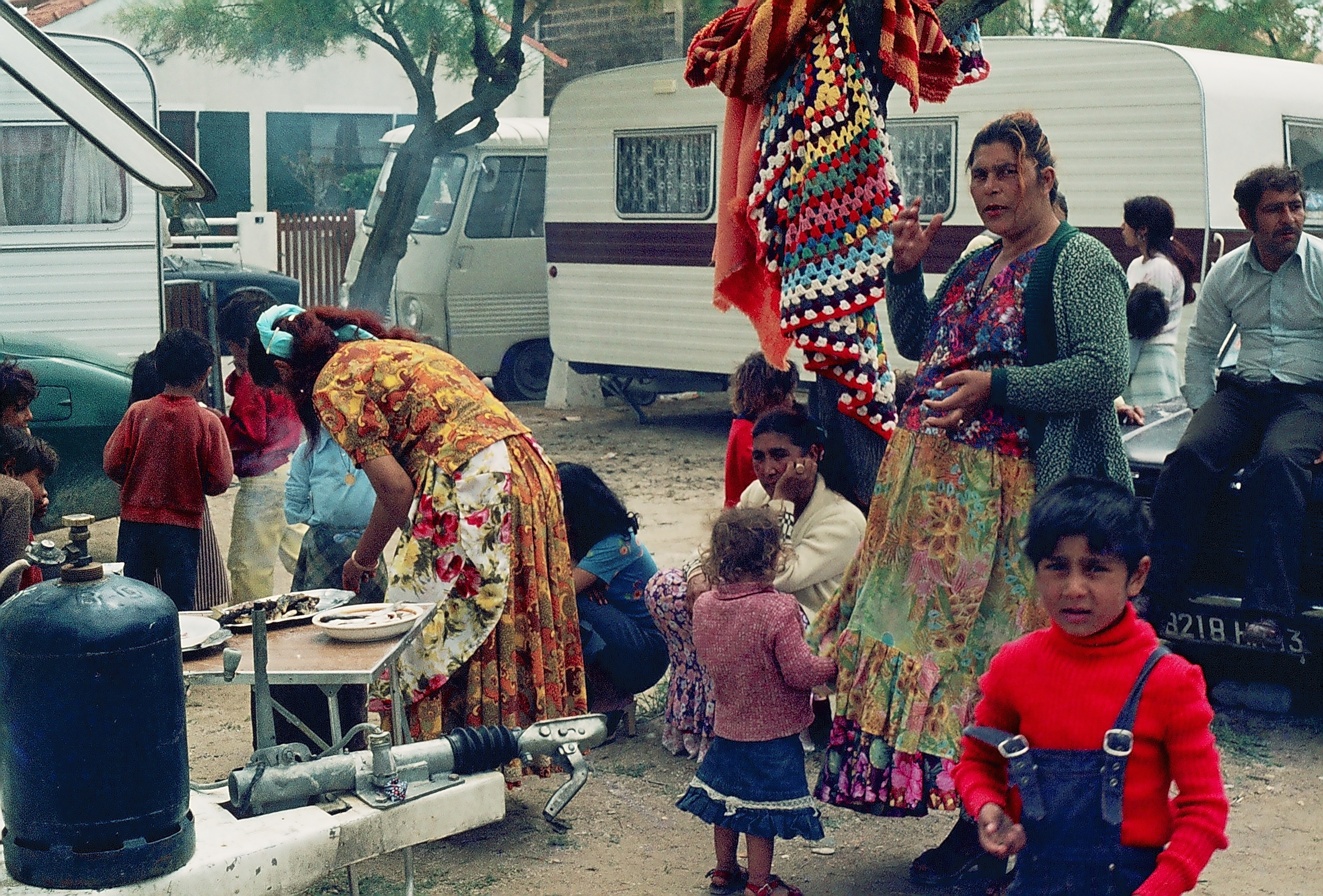
Famille tzigane en pèlerinage aux Saintes-Maries-de-la-Mer, années 1980.

En octobre 2012, le ministre de l’Intérieur Manuel Valls déclare vouloir diminuer le niveau antérieur de naturalisations, autour de 110 000 par an, : en 2012, les éloignements forcés montent à 36 822 soit +11,9 % par rapport à 2011. En 2008, dans son livre « Pour en finir avec le vieux socialisme… et être enfin de gauche », Manuel Valls se déclarait favorable aux « quotas d’immigration ». En juin 2009, se promenant à Évry, il demande « quelques Blancs, quelques Whites, quelques Blancos… » de plus,,.
Le 20 janvier 2013, Manuel Valls fait une circulaire qui limite les régularisations des clandestins à 30 000 par an : « les Roms ont vocation à retourner en Roumanie ou en Bulgarie »,,. Cependant, 46 000 clandestins sont régularisés durant l’année 2013, soit 10 000 de plus par rapport au précédent gouvernement.
En octobre 2013, a lieu la polémique de l'affaire Leonarda quand cette jeune collégienne de 15 ans a été expulsée avec sa famille au Kosovo.
En 2014, selon le rapport commun des associations, 26 371 personnes ont été placées en rétention en France métropolitaine (dont 2 299 en locaux de rétention administrative), et 23 166 en outre-mer, soit 49 537 au total.
Le 2 septembre 2014, face à une nouvelle vague de migrants, Bernard Cazeneuve instaure un centre d'accueil de jour à Calais, nommé Jules Ferry, pour un coût de 13 millions d'euros. Manuel Valls annonce en août la création de 1 500 places d'accueil pour un coût estimé à 18 millions d'euros.
En janvier 2015, le premier ministre Manuel Valls défend la « mixité ethnique » contre « l'apartheid des ghettos ».

### Crise migratoire en Europe (2015)
À la suite des 800 noyés du naufrage du 19 avril 2015 en Méditerranée, la Commission européenne propose des quotas pour réguler l’accueil des réfugiés et arrêter la crise migratoire en Europe dans son « Agenda européen sur la migration » du 13 mai 2015 à Bruxelles. Le gouvernement français, dans un premier temps opposé à la mesure des quotas, soutient par la suite le principe d'un « mécanisme permanent et obligatoire » pour répartir les réfugiés en Europe, en référence au système de quotas de réfugiés proposé par la Commission européenne. Le président de la Commission européenne a proposé d'ajuster à 27 000 le nombre de réfugiés à accueillir en France, en se fondant sur une clé de répartition (également connue sous le terme de méthode des quotas) qui consiste à répartir les 160 000 demandeurs d'asile de l'Union européenne.
En septembre 2015, les milliers de réfugiés issus de l'Afrique, du Moyen-Orient (dont les réfugiés syriens de la guerre civile syrienne débuté en 2011) et de l'Asie du Sud, qui entrent dans l'Union européenne via la mer Méditerranée (Libye) et les Balkans (Turquie), créent une crise migratoire en Europe.

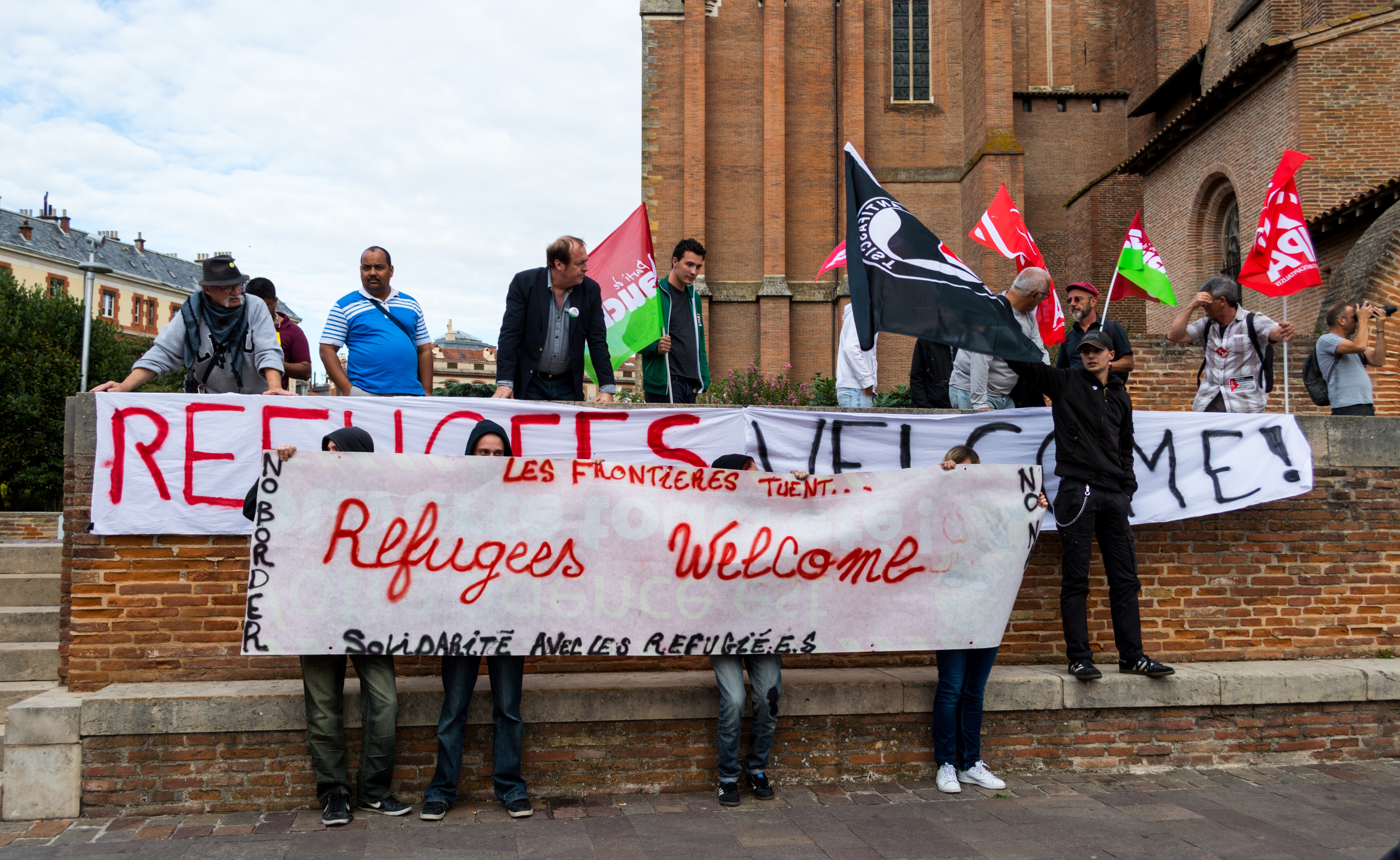
Rassemblement de soutien aux réfugiés à Toulouse (5 septembre 2015).

La mort d'Alan Kurdi, un enfant syrien retrouvé sur une plage de Turquie, entraîne des manifestations de plusieurs milliers de personnes en soutien aux migrants le 5 septembre dans plusieurs villes de France. Le comédien Alex Lutz fait publier dans Le Journal du dimanche du 6 septembre 2015, « La main tendue », un appel signé par soixante-six artistes français demandant à l'Europe d'assumer le devoir d'asile. Le lendemain, le lundi 7 septembre 2015, le président François Hollande indique que la France est prête à accueillir 24 000 réfugiés sur deux ans. La semaine suivante, dix fonctionnaires de l'OFPRA étaient en gare/foire expo de Munich, pour y préparer la venue de 1 000 réfugiés syriens et irakiens en France, dans le cadre d'un programme spécial visant à appliquer les règles qui préfigurent le futur dispositif européen. Le taux d'admission des Syriens est de 97 %. Certaines communes ont souhaité participer à l'effort d’accueil des réfugiés. L’État a promis à ces communes un accompagnement financier.
Le 6 septembre 2015, le ministre de l'Intérieur, Cazeneuve, propose une concertation avec les maires souhaitant accueillir des réfugiés. Lors d'une réunion avec le ministre, l'Association des maires des grandes villes de France (AMGVF) a souhaité l'aide de l’État en échange de quoi elle serait prête à accueillir des réfugiés sans discrimination.
Le 9 septembre 2015, la France accueille les 53 premiers réfugiés syriens et irakiens en provenance d'Allemagne.
Depuis le 12 septembre, le gouvernement octroie 1 000 euros aux communes par place créée.
Certaines mairies sont hostiles à l'accueil des réfugiés. C'est notamment le cas de mairies dirigées par le Front national : « aucune mairie Front national ou du Rassemblement Bleu Marine n'accueillera le moindre immigré clandestin [...]. Le système UMPS cherche à tromper nos compatriotes en insinuant que les migrants seraient des réfugiés temporaires. Il n'en est rien. ».
Le Front national considère, par la voix de sa présidente, Marine Le Pen, que les réfugiés sont ultra-minoritaires parmi les migrants. Pour elle, il s'agit d'« une immigration économique, d'une immigration d'installation, qui est la conséquence du laxisme gigantesque de nos gouvernants successifs ».
La porte-parole du Parti socialiste, Corinne Narassiguin, estime que la provenance actuelle de la majorité de ces réfugiés est connue : Syrie, Irak kurde, Érythrée.
Le maire Les Républicains de Roanne s'est prononcé en faveur d'un accueil en priorité des réfugiés chrétiens persécutés en Syrie. Il est soutenu par le président du parti, Nicolas Sarkozy, qui considère que les élus doivent pouvoir « continuer à s’exprimer librement ».
L'opinion concernant l'accueil des réfugiés montre un fort clivage politique. Entre 75 et 80 % des sympathisants de gauche et du centre se prononcent en faveur de l'accueil, tandis que 60 % des sympathisants de droite et 85 % des sympathisants d'extrême droite y sont opposés[réf. nécessaire].
Globalement, la population française reste très partagée, en 2015, sur l'accueil des migrants avec, selon les sondages, entre 37 et 49 % de personnes opposées et entre 37 et 53 % de personnes favorables,.
Les sondages en Europe centrale montrent un rejet beaucoup plus fort des migrants : ainsi, en septembre 2015, 80 % des Slovaques, 75 % des Polonais seraient hostiles à l’accueil des migrants.
L’accueil des migrants reste un travail nécessitant de nombreuses ressources notamment médicales, et juridiques. Les chrétiens se sont mobilisés dans un premier temps pour accueillir des chrétiens d'orient, mais aussi dans la volonté d’accueillir. Le grand rabbin Haïm Korsia a mis en regard la situation de ces réfugiés avec celle des juifs persécutés pendant la Seconde Guerre mondiale au cours de laquelle 6 millions de juifs ont été assassinés. Il a ainsi souhaité un « sursaut civique et humain » en faveur de « ces réfugiés qui affluent depuis des mois dans des conditions insupportables vers les terres européennes, fuyant la guerre, la pauvreté, la souffrance indicible ».
Les mosquées de l’Essonne se sont manifestées pour apporter leur contribution, des responsables de mosquées ou d’associations cultuelles se sont réunis en ce sens le mercredi 9 septembre 2015: « L’objectif est de trouver des idées », a détaillé Djamel Riazi de l'association Fraternité interculturelle génovéfaine. Il ajoute « On pourrait par exemple profiter de l’Aïd pour demander aux fidèles de faire des dons qui reviendraient aux réfugiés syriens. Ou encore, proposer aux maires de financer des nuitées dans des hébergements d’urgence. ».
Des analystes soulignent que l'immigration pourvoit les pays qui reçoivent les migrants à la fois en travailleurs et en consommateurs. L'afflux de population provoque une hausse de la population active qui est, selon Patrick Artus, avec la hausse de la productivité une de deux grandes sources de croissance potentielle. Enfin, des économistes considèrent que les migrants qui ont eu « le courage et la volonté d'entreprendre "le grand voyage" » sont plus enclins à travailler dur que le reste de la population, les épreuves qu'ils ont dû affronter ayant en quelque sorte « sélectionné » les plus volontaires. Philippe Wenger de l'hebdomadaire Investir avance qu'en France, le taux d'emploi des hommes immigrés est supérieur à celui des nationaux « respectivement 80 et 74,6% », néanmoins les taux de chômage des immigrés en France montrent que 17,2 % des immigrés actifs sont au chômage contre 9 % des Français nés en France.

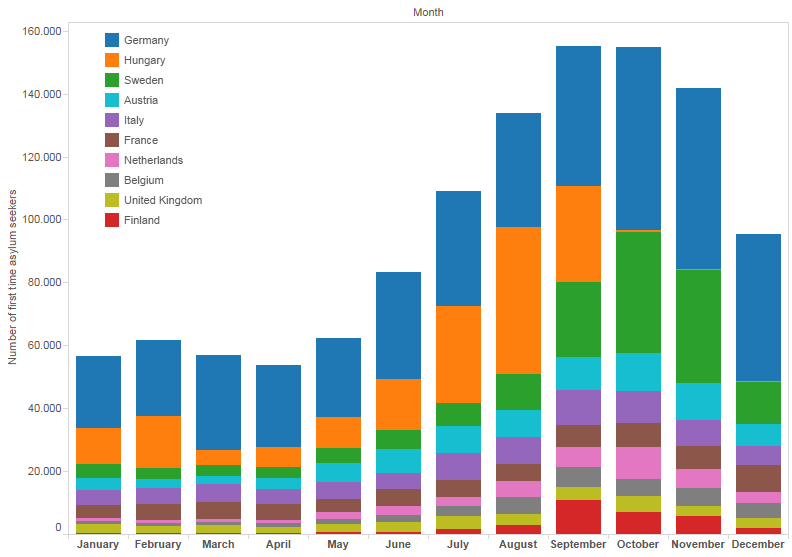
Evolution du nombre de réfugiés en 2015 dans différents pays européens.

La crise conduit le gouvernement de Manuel Valls à vouloir s'impliquer plus dans le conflit syrien de façon à tarir la source principale des mouvements migratoires. C'est dans cette optique que François Hollande a, le 7 septembre 2015 , annoncé que la France allait mener des frappes aériennes en Syrie contre Daesh, alors que la France n'opérait jusque-là qu'en Irak.
Le ministre de l'Intérieur, Bernard Cazeneuve, n'exclut pas que des terroristes de Daesh utilisent les flux migratoires pour venir en Europe, ce qui s'est d'ailleurs concrétisé par l'attentat du Bataclan entraînant une polémique à propos de l'objectivité de certains médias sur la question,.
Le 22 septembre 2015, lors du Conseil de l'Union européenne, l'ensemble des ministres de l'Intérieur a voté à la majorité qualifiée pour un arrêt de l'immigration et pour la répartition de 120 000 demandeurs d'asile syriens, irakiens et érythréens arrivés au plus tard il y a un mois en Grèce et en Italie : « Nous ne devons pas envoyer le signal que nous pouvons accueillir tout le monde, tout de suite. Ce ne serait pas responsable » a déclaré Bernard Cazeneuve.
En octobre 2015, le gouvernement crée les centre d'accueil et d'orientation (CAO), une structure d'hébergement temporaire pour les migrants.

### Loi du droit des étrangers (18 février 2016)
En juillet 2015, le ministre de l’Intérieur Bernard Cazeneuve propose une loi sur le droit des étrangers qui supprime la distinction entre immigration régulière et immigration illégale. La loi sur l'immigration votée le 18 février 2016 favorise l'ouverture, l'accueil et renforce les droits des étrangers et créée de nouvelles possibilités d'obtention de la nationalité française. Elle permet aux étrangers malades en situation irrégulière et qui n'ont pas les moyens personnels d'être soignés dans leur pays d’obtenir leur régularisation et le droit de bénéficier du système de soin français. Elle interdit le placement en rétention administrative de familles avec enfant mineur (article L551-1 et L561-2) rendant dès lors, l’expulsion des familles en situation irrégulière quasi impossible,.
En mars 2016, les représentants du patronat français et allemand demandent à la Communauté européenne de « ramener sous contrôle » le flux des réfugiés et de le réduire « sensiblement ».
Selon Patrick Calvar, patron de la Direction générale de la Sécurité intérieure (DGSI), 500 terroristes seraient entrés en France à la faveur de la crise migratoire. Selon Europol, 3 000 à 5 000 « djihadistes » se seraient infiltrés en Europe et prépareraient des actes terroristes isolés ou en groupes.
En mai 2016, Amnesty International publie un sondage qui montre que 82 % des Français interrogés sont favorables à l'accueil en France des personnes fuyant les guerres. En septembre 2016, 62 % des Français se déclarent opposés à la répartition et à l'accueil en France des migrants qui arrivent sur les côtes grecques et italiennes, un rejet en forte hausse par rapport aux sondages précédents.

### Démantèlement de la «Jungle de Calais» (2016)
Le 12 septembre 2016, à la suite de la médiatisation de la question des migrants autour de Calais, la fermeture et la disparition des campements de la « Jungle de Calais » pour la fin de l'année est annoncée par le ministre de l'Intérieur Bernard Cazeneuve. La date du démantèlement est gardée secrète par le ministère afin que les migrants ne s'enfuient pas avant le jour de l'évacuation.
Xavier Bertrand, président du Conseil régional de Nord-Pas-de-Calais-Picardie, avait demandé en janvier l'intervention de l'armée concernant la gestion du camp de réfugiés de Calais.
Le vendredi 21 octobre 2016, Michel Issert, maire UMP-LR de Saint-Bauzille-de-Putois, démissionne pour protester contre l'arrivée de 87 migrants de Calais. Les communes situées aux alentours ont apporté officiellement leur soutien.
Le 24 octobre 2016, les forces de l'ordre encerclent la « Jungle de Calais » et l'opération d'évacuation commence. Les 7000 migrants sont mis dans des bus et envoyés dans des centres d'accueil et d'orientation (CAO) dans toute la France. Le jeudi 3 novembre, après 11 jours de transfert, les derniers migrants quittent la « Jungle ».